# Семирадский, Генрих Ипполитович
Ге́нрих Ипполи́тович Семира́дский (Ге́нрик Ге́ктор Семира́дский) (пол. Henryk Hektor Siemiradzki; 12 [24] октября 1843, Ново-Белгород, Харьковская губерния — 10 [23] августа 1902, Стшалково, Петроковская губерния) — польский и русский живописец, один из крупнейших представителей позднего академизма.
Учился в Харькове и Санкт-Петербурге, но бо́льшую часть активной творческой жизни провёл в Риме. Наиболее известен монументальными полотнами на сюжеты из истории античных Греции и Рима; также успешно работал в жанре камерной идиллии, пейзажа и портрета. Занимался оформлением театров и частных интерьеров. Академик и профессор Императорской Академии художеств, академий живописи Берлина, Стокгольма, Рима, Турина, член-корреспондент французской Академии изящных искусств.
Произведения в основном рассеяны по музеям Польши, Украины и России, а также частным собраниям европейских стран. Персональные выставки художника проходили в Польше в 1903, 1939, 1968 и 1980 годах; в 2017—2018 годах в Государственном Русском музее проходила энциклопедическая выставка «Генрих Семирадский и колония русских художников в Риме». Многие работы художника утрачены, например росписи храма Христа Спасителя в Москве.

## Происхождение. Становление (1843—1864 годы)
Род Семирадских упоминается в архивных документах с XVII века, однако сведения весьма отрывочны и скупы. В литературе, посвящённой Семирадскому, бытует утверждение, что его семья была из Сандомирского воеводства, фамилия происходит от названия деревни Семерад (Семирадз) около Радома. Один из Семирадских в середине XVII века был письмоводителем муниципалитета в Сандомире, а другой в начале XVIII века — каноником в Кракове. А одна из ветвей этой семьи будто бы обосновалась в Литве, в Новогрудке, — это и были предки Г. Семирадского. Но доказывая свое дворянство в XIX веке, Семирадские из Минской губернии утверждали, что их предок Семиградский переселился в Великое княжество Литовское из украинского Подолья. Подолье расположено по соседству с Семиградьем, поэтому не исключено, что предки художника происходили оттуда, а не из Сандомирского воеводства. В судебных документах Новогрудского воеводства первоначальное написание фамилии Семиградский уступило место написанию Семирадский где-то в 1740-х годах.
Согласно семейному преданию, Адам Мицкевич, изображая в поэме «Пан Тадеуш» мир шляхетской старины, использовал записки Юзефа Семирадского, «подкомория из Новогрудка». Крёстным отцом брата Г. Семирадского — Станислава — был брат А. Мицкевича — Александр (профессор Харьковского университета), а крёстной матерью другого брата, Михаила, — Тереза Мицкевич.
Генрих Семирадский родился 12 (24) октября 1843 года в слободе Ново-Белгород (ныне посёлок Печенеги) около Харькова, где был расквартирован драгунский полк царской армии, в котором служил его отец ротмистр Ипполит Элевтериевич Семирадский, землевладелец Новогрудского уезда. В 1850 году И. Семирадский был удостоен потомственного дворянства. Мать — Михалина Прушинская — сестра Анны Цундзевицкой (1803—1850), известной книгой по домоводству. Почему-то крещение первенца произошло только 5 (17) апреля 1844 г. Крестными Генрика были генерал-майор того же полка Гектор Прушинский (дядя Михалина и слуцкий помещик) и Тереза Лаптева, жена ротмистра.
Семья сохраняла католическое вероисповедание и польские национальные традиции и язык в быту. В 1871 году И. Семирадский вышел в отставку в чине генерала и перебрался на постоянное жительство в Варшаву.

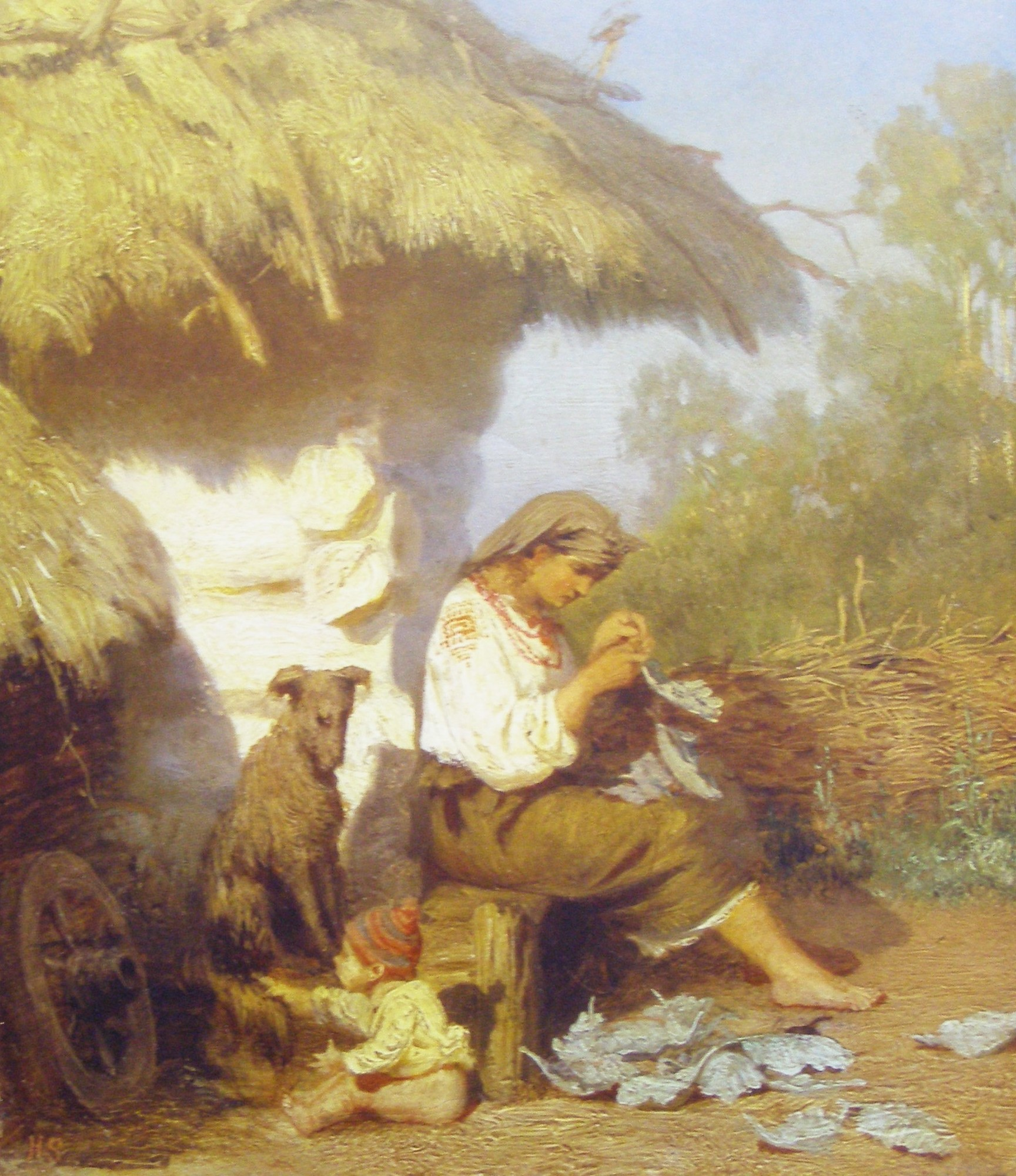
Сельская идиллия. Львовская галерея искусств. Работа времён обучения в Академии художеств, предположительно 1860-х годов

Первые уроки рисования Семирадский получил во время обучения во Второй Харьковской гимназии у Дмитрия Ивановича Безперчего (1825—1913) — ученика Карла Брюллова. Под влиянием Безперчего сформировались вкусы и определились пристрастия Семирадского в искусстве — академический классицизм. Отец Семирадского одобрял художественные занятия сына, но полагал, что искусство не может быть способом заработка для уважающего себя человека, и прочил Генриху научную карьеру.
В 1860 году, уступив воле отца, Генрих Семирадский поступил на естественное отделение физико-математического факультета Харьковского университета и в 1864 году окончил его со степенью кандидата, защитив выпускную работу на тему «Об инстинктах насекомых». В студенческие годы Семирадский собрал богатую коллекцию бабочек и до конца жизни сохранил интерес к этим насекомым.
Успешно занимаясь в университете, Семирадский продолжал общаться с Д. И. Безперчим и брать у него уроки. Из ученических работ его сохранилось только несколько графических листов, которые по ряду причин Семирадский сохранял в римской мастерской. В 1979 году наследники художника передали их в коллекцию Национального музея в Кракове. В основном это жанровые зарисовки, самый ранний сохранившийся образец датируется 1860 годом. Живописные работы харьковского периода утрачены.
В сентябре 1864 года Г. Семирадский против воли родителей отправился в Санкт-Петербург поступать в Академию художеств. Остановившись по пути в Москве, Семирадский был увлечён театром, в основном — балетами Мариуса Петипа и Артур Сен-Леона. В Московском публичном музее он изучал картину Александра Ива́нова «Явление Христа народу», но она его оттолкнула. В письмах родным он заявлял, что её колорит «мглистый», а также указывал на ошибки в перспективе и «отсутствие смелости кисти». Он усмотрел в этом «немецкое влияние», выражавшееся в подробной детализации и рациональности замысла. Одобрил он только обнажённые фигуры; в дальнейшем изображение обнажённых фигур в одетой толпе будет встречаться в творчестве самого Семирадского.

## Академия художеств (1864—1871 годы)

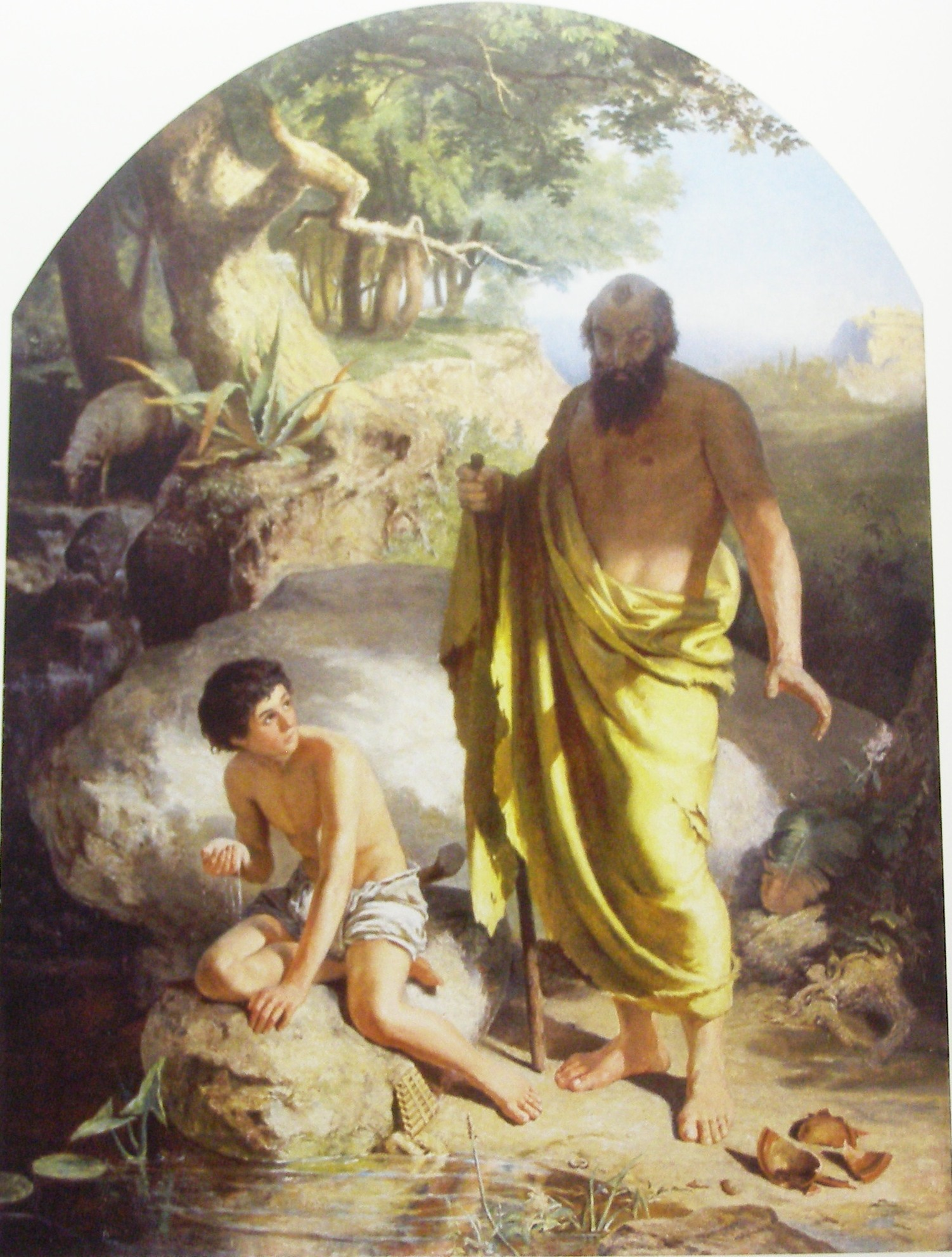
Диоген, разбивающий чашу. 1868 год. Частное собрание

В Императорскую Академию художеств в Санкт-Петербурге Генрих Семирадский поступил вольнослушателем, поскольку по уставу лица, возраст которых превышал 20 лет, не могли учиться там на общих основаниях. Зачислен в Академию он был 13 октября 1864 года. Статус вольнослушателя не только предполагал платное обучение (25 рублей в год), но и не позволял участвовать в конкурсе на золотую медаль, дающую право на 6-летнюю пенсионерскую поездку в Европу.
Помимо живописи, много времени у Семирадского отнимала музыка — он был постоянным посетителем концертов и музыкального театра. В письмах родным (друзьями в Петербурге он так и не обзавёлся) Семирадский описывал впечатления от опер, а также декораций к ним. В 1865 году он был удостоен малой серебряной медали за эскиз «Ангел смерти избивает всех первенцев Египта». В январе этого года он впервые посетил Варшаву. В 1866 году он подал прошение о переводе из вольнослушателей в ученики, Советом Академии оно было удовлетворено 13 сентября и Семирадский был зачислен в натурный класс, где его преподавателями стали Богдан Виллевальде и Карл Вениг. На осеннем экзамене 1866 года он был удостоен сразу двух серебряных медалей за рисунок с натуры и натурный этюд. В 1868—1869 годах три его этюда были отмечены денежными премиями (дважды по 100 рублей) и благодарностями Совета Академии, хранились как образцовые и даже были репродуцированы в журнале «Художественный автограф». Несмотря на успехи, Семирадский жил в большой бедности, вдобавок, он стеснялся просить помощи у родителей. Для заработков Семирадский писал с фотографий миниатюрные портреты на слоновой кости, а также брался за самые разнообразные заказы. В годы обучения в Академии круг общения Семирадского был узок, как по замкнутости его характера (он трудно сходился с людьми), так и по причине большой эрудиции, которой было трудно соответствовать. Товарищем Семирадского со временем сделался его земляк Илья Репин.
В 1868 году Семирадский участвовал в конкурсе на малую золотую медаль, для которого избрал тему «Диоген, разбивающий чашу». Он был настолько увлечён работой, что на летние каникулы остался в Петербурге. Фигуру Диогена Синопского Семирадский писал со старого натурщика Тараса, который позировал ещё Брюллову. При предварительном осмотре «Диогена» ректором Академии Фёдором Бруни профессор Пётр Басин критически высказался о пейзаже, считая его «слишком натуралистичным», на что Семирадский возражал, что хотел оживить «школьный» классицизм прививкой реализма. Не слишком тепло отнёсся к картине и Вениг, отметивший, что несмотря на определённые задатки, картина Семирадского, скорее, слабая. Конкурентом Генриха Ипполитовича в той же программе был Репин, но он не смог выразить момента разбивания чаши и в конце концов сжёг неудачный этюд. В работах Репина того времени можно увидеть несомненное влияние манеры Семирадского.
12 сентября Совет присудил Семирадскому малую золотую медаль, которая давала возможность участвовать в конкурсе на соискание пенсионерской поездки. Малая золотая медаль Академии означала также присуждение звания художника 2-го класса, что в «Табели о рангах» соответствовало губернскому секретарю. Тем не менее Семирадский не был в восторге от порядков, царящих в Академии, откровенно называя её в письмах к родным «фабрикой», а Совет — «кольцом старых идиотов».

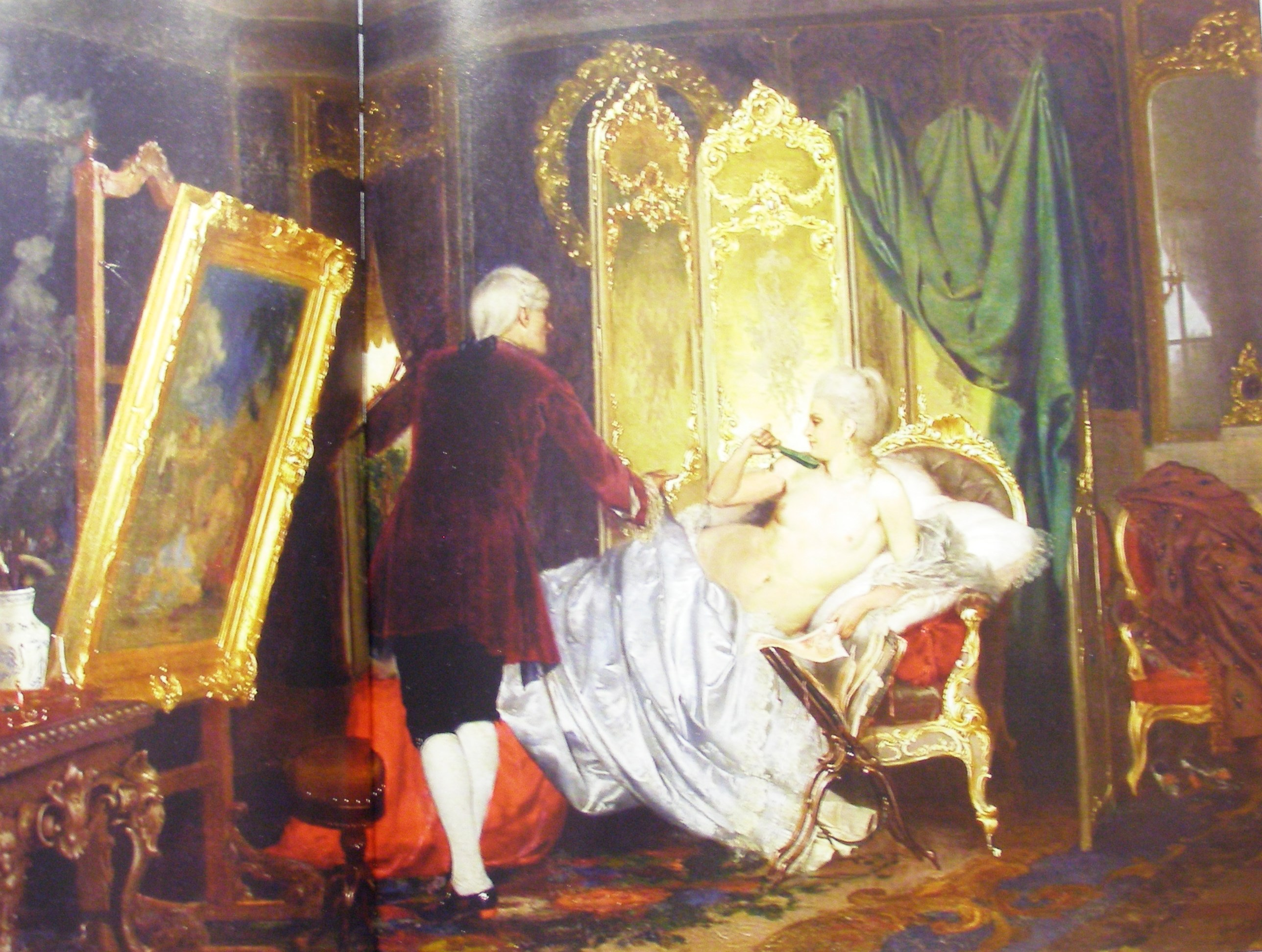
Французский художник времён Людовика XV пишет портрет маркизы. Около 1868 года. Ташкент, Государственный музей искусств Узбекистана

Кроме обязательных академических заданий на библейские и античные сюжеты, Семирадский в Петербурге пытался писать на самостоятельно выбранные темы. Картина «Людовик XIV после подписания смертных приговоров» утрачена, некоторое представление о её стиле можно составить по другой работе Семирадского — «Французский художник времён Людовика XV пишет портрет маркизы» (принадлежала великому князю Николаю Константиновичу). Семирадский работал тщательно: подбирал материал в Публичной библиотеке, особое внимание уделяя быту, костюмам и мебели «Галантного века». Однако куртуазная культура показалась ему «слишком легковесной», лишённой положительного этического идеала, что для Семирадского, склонного к морализаторству, было существенным. Пробовал он себя и в жанровой живописи, но художественные достоинства этих его работ невелики; в академических программах на заданную тему он демонстрировал совершенно другой уровень профессионализма. Тем не менее жанровые сцены на украинские сюжеты продавались и даже выставлялись в Обществе поощрения художников.

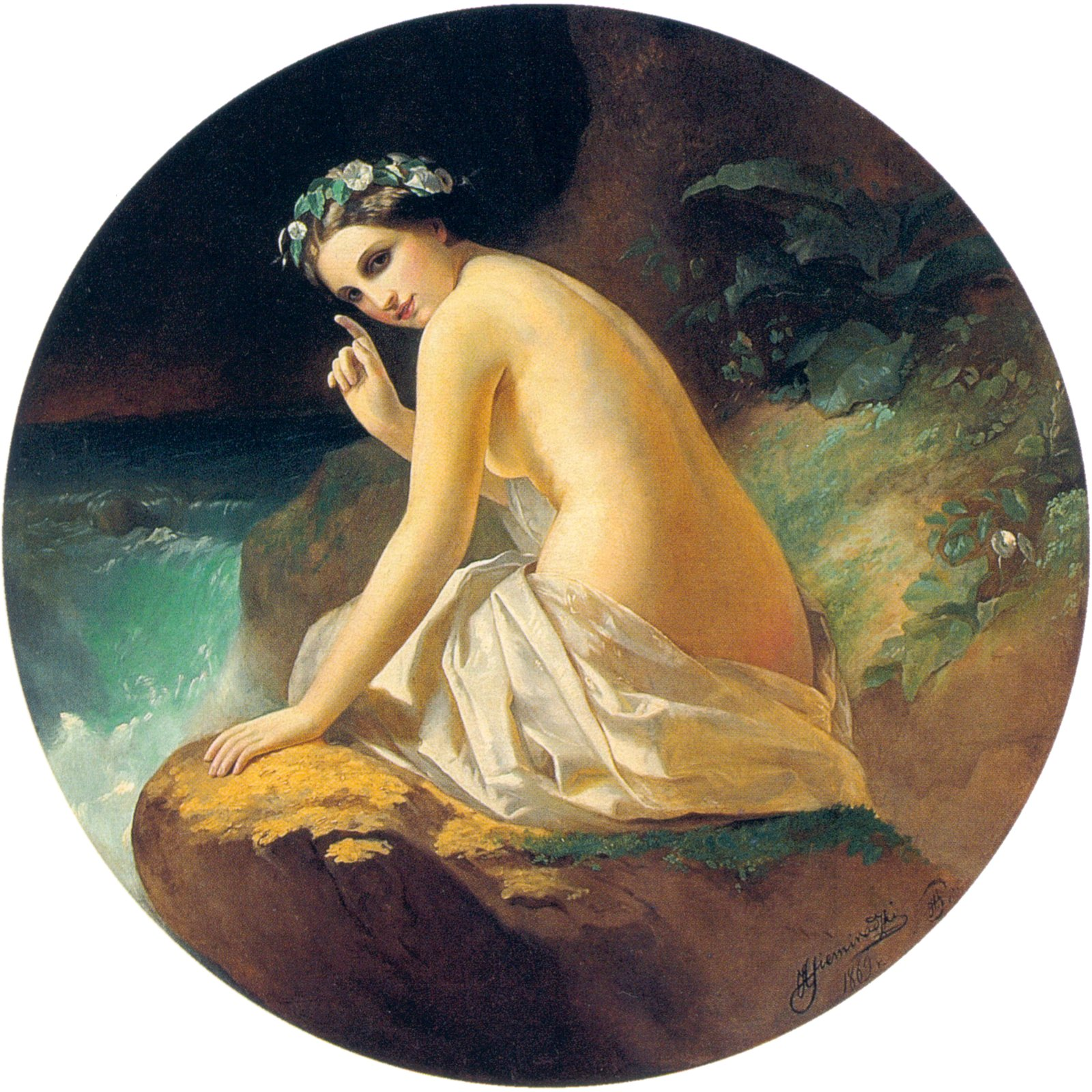
Нимфа. 1869 год. Львовская галерея искусств

Характерным примером творчества Семирадского петербургского периода была «Нимфа» (1869), которая фактически была вариацией на тему «Купальщицы» Тимофея Неффа. Композиция и техника демонстрируют законченность, при этом обнажённое тело изображено подчёркнуто идеальным, «фарфоровым». Артистизм художника выражался в небрежности к второстепенным деталям. Характерный для Неффа эротизм — но в рамках приличий — также был полностью усвоен Семирадским.
Во второй половине 1860-х годов Семирадский погрузился в депрессию, его преследовали сомнения в собственном таланте. В апреле 1867 года он писал родителям:

…Я один из первых в Академии, но когда я сравниваю свои работы с работами великих мастеров <…> они мне кажутся никчёмными… Какой-то голос шепчет мне ядовито: «Ты так сделать не сумеешь».
В 1870 году в Петербурге возник кружок литераторов, художников и актёров, основателем которого был Михаил Петрович Клодт. Там же состояли Николай Ге, Михаил Константинович Клодт, из музыкантов — композиторы Николай Рубинштейн и Александр Серов. Семирадского в этом обществе привлекали, главным образом, музыканты. Благодаря кружку Семирадский завёл знакомства в среде петербургской интеллигенции, ещё в 1869 году познакомился с Василием Верещагиным, только что вернувшимся из пенсионерской поездки в Италию. В гостях у Марка Антокольского он познакомился с Репиным. В воспоминаниях Репина описан спор учеников Академии с уже маститым в те времена критиком Стасовым, состоявшийся 13 сентября 1869 года. Семирадский, судя по всему, «солировал» в этом споре, в чём ему помогали отличное образование и социальный статус. Стасов тогда восхитился скульптурой Антокольского «Еврей, вдевающий нитку в иголку», на что Семирадский с иронией сказал:

 Я в первый раз слышу…, что созданиям человеческого гения, который творит из области высшего мира — своей души, предпочитаются обыденные явления повседневной жизни. Это значит: творчеству вы предпочитаете копии с натуры — повседневной пошлости житейской?

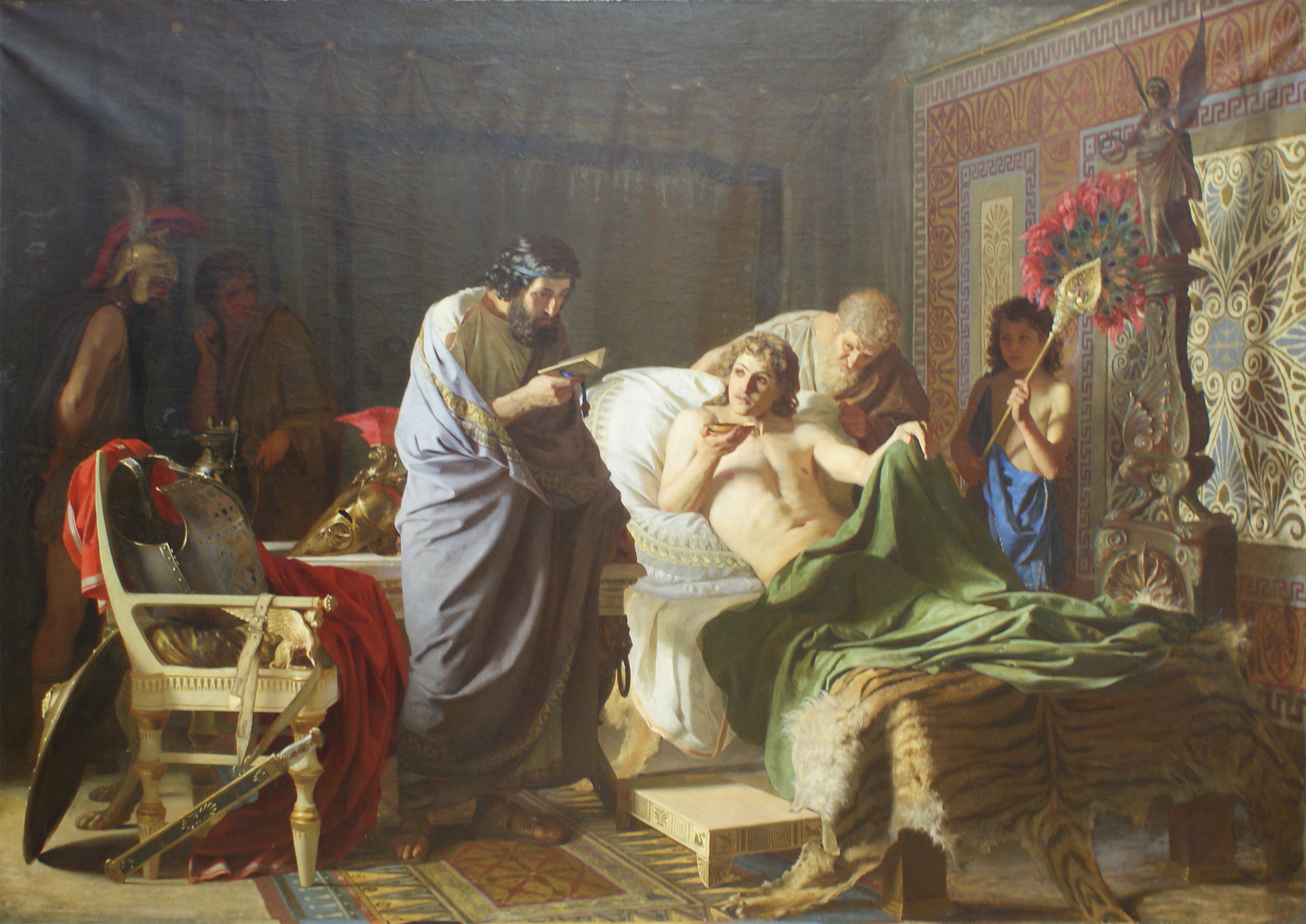
Доверие Александра Македонского к врачу Филиппу. 1870 год. Минск, Национальный художественный музей Республики Беларусь

Для Стасова античное — и подражавшее ему классицистическое — искусство является ложным, «кастрированным», лишённым правды. Семирадский оппонировал тем, что академическое искусство «выше правды». Во время спора Репин был на стороне Семирадского, но вскоре стал его непримиримым оппонентом, заявив, что Семирадский глубоко чужд и лично ему, и русскому реалистическому искусству. Стасов сохранил недоброжелательное отношение к Семирадскому до конца жизни. В воспоминаниях Репина сохранились следующие его слова: «…[Семирадский] даровитый человек. Только жаль — это безнадёжный классик — будущий профессор. Итальянщина его заела».
В 1870 году Семирадский представил программу «Доверие Александра Македонского к врачу Филиппу». По словам Е. Зориной, он продемонстрировал знание анатомии, живописное и композиционное мастерство. Здесь впервые проявились качества всего будущего творчества художника — мягкие, «текучие» силуэты, выразительность деталей и работа со светом; безупречное техническое исполнение.
Жюри Академии 4 ноября единодушно присудило ему большую золотую медаль и право заграничной поездки за казённый счёт. Примечательно, что В. В. Стасов заметил картину на академической выставке и дал ей подробный разбор, в котором, в частности, заявил, что «г-н Семирадский не принадлежит толпе». В августе 1871 года художник покинул Петербург и направился в Мюнхен через Краков.

## Пенсионер Академии (1871—1878 годы)

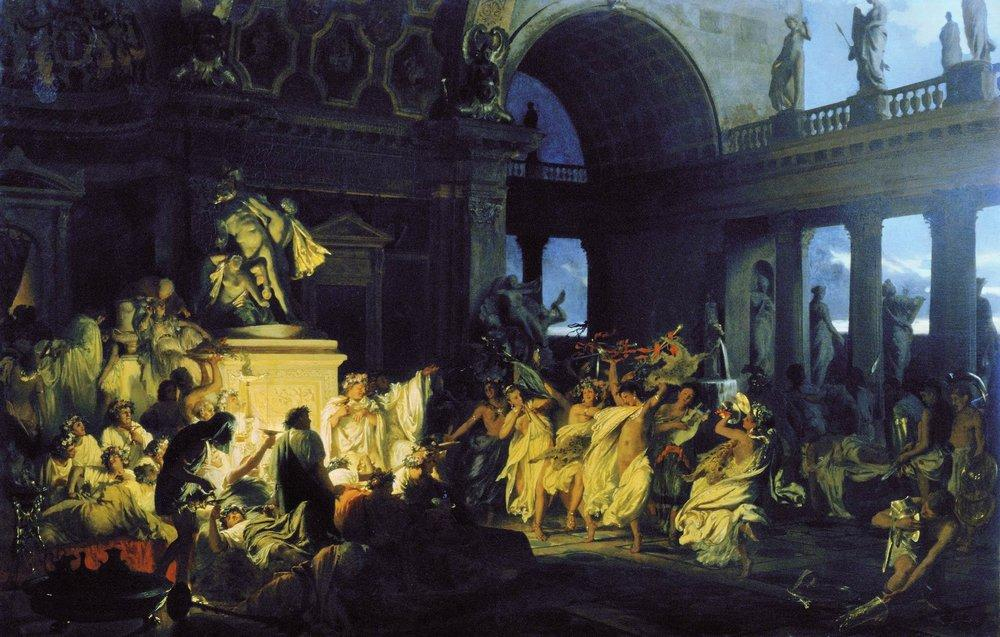
Римская оргия блестящих времён цезаризма 1872 год. Санкт-Петербург, Государственный Русский музей

Семирадский отправился для начала в Мюнхен, бывший тогда одним из крупнейших в Европе художественных центров, однако никогда не аргументировал своего решения. Его привлекла мастерская Карла фон Пилоти, учеником которого Семирадского часто называют без всяких оснований. С собой художник вёз эскизы большого полотна «Римская оргия блестящих времён цезаризма», сюжет которого был основан на античном романе Гая Петрония «Сатирикон». Это было первое многофигурное полотно Семирадского и первое, которое было посвящено жизни Древнего Рима. В 1872 году полотно было показано на выставке Мюнхенского художественного общества, а далее оно было отправлено на академическую выставку в Петербург. На выставке картина была приобретена Академией за 2000 рублей и перепродана великому князю Александру Александровичу (будущему императору). Это обстоятельство сыграло свою роль в жизни и творческой судьбе Семирадского: в лице наследника престола он нашёл заказчика и покровителя, который приобретал в дальнейшем практически все масштабные полотна художника. Впоследствии коллекция великого князя станет ядром Русского музея. Продажа «Римской оргии» также решила все финансовые проблемы художника и позволила ему отправиться в Италию.
В феврале 1872 года Семирадский поехал в Дрезден: Академия художеств заказала ему копию «Сикстинской мадонны» Рафаэля. Родителям он писал, что впал в меланхолию, ибо всемирно известная картина «не произвела в нём никакого потрясения». Копию также не удалось снять, поскольку Дрезденская галерея как раз тогда закрывалась на ремонт.
В отличие от большинства своих однокашников по Академии, Семирадский стремился работать в Италии, а не во Франции. Именно в Италии происходит окончательное формирование круга сюжетов художника: античность и раннее христианство. Бо́льшую часть активной жизни Семирадский провёл в Италии, ненадолго приезжая по делам в Петербург и Варшаву, а лето проводя в польском имении. Поначалу Семирадский рассчитывал поселиться во Флоренции, где уже снял студию, однако, прочитав в газетах о начале извержения Везувия, отправился в Неаполь. Осмотрев гору (извержение оказалось непродолжительным), руины Помпей и остров Капри, на обратном пути во Флоренцию художник приехал в Рим. Оказалось, что в Риме легко снять мастерскую, после чего художник решил обосноваться там и позднее неоднократно заявлял, что может жить и работать только в этом городе. Именно римские памятники и жители станут источником эстетических впечатлений художника, именно в Риме оформилась и пришла в систему его эстетическая концепция. По выражению Т. Л. Карповой: 

Рим <…> придаст его работам монументальность и благородство большого стиля, воспитает в нём чувство декоративизма; воздух и природа юга Италии очистят его колорит от «музейных» коричневатых тонов…
Приехав в Рим в мае 1872 года, Семирадский снял студию на виа Маргутта, 53, близ Испанской лестницы, где традиционно селились художники, а также собирались потенциальные натурщики и натурщицы. В этой мастерской он проработал до 1883 года. Дополнительным фактором было то, что рядом располагался цветочный рынок, которым Семирадский не раз восхищался, описывая его в письмах родителям.
Семирадский оказался в центре большой колонии русских и польских художников, в его окружение в Риме входили скульпторы Марк Антокольский, Матвей Чижов, Пий Велионский, Виктор Бродский, художники Свешевский и Александр Станкевич. Постоянным местом их встреч было «Кафе Греко», в котором ныне хранится рисунок Семирадского на библейскую тему.

### «Грешница»
Первой картиной, завершённой Семирадским в Риме, была «Грешница». Она была написана по заказу товарища президента Академии художеств (и её будущего президента) великого князя Владимира Александровича, сюжет — поэма «Грешница» А. К. Толстого — был задан заказчиком ещё в Мюнхене. Поэма и картина созданы на основе апокрифа, данный сюжет отсутствует в канонических Евангелиях: под воздействием силы личности Христа происходит духовное перерождение красавицы-блудницы. Композиция картины чётко делится на две части: слева Христос и апостолы в строгих белых одеяниях, справа — разряженная куртизанка с толпой праздных мужчин и женщин. Семирадский старался не отступать от текста Толстого, выписывая главную героиню и сообщая ей избыточное «обилие красы». В переписке А. К. Толстого с И. С. Аксаковым задолго до создания полотна Семирадского всплыла тема эстетической близости образов поэмы с искусством академизма, а поэт вдохновлялся образами Веронезе. Несомненно и влияние Веронезе и Тьеполо на Семирадского; общались ли художник и поэт — неизвестно.

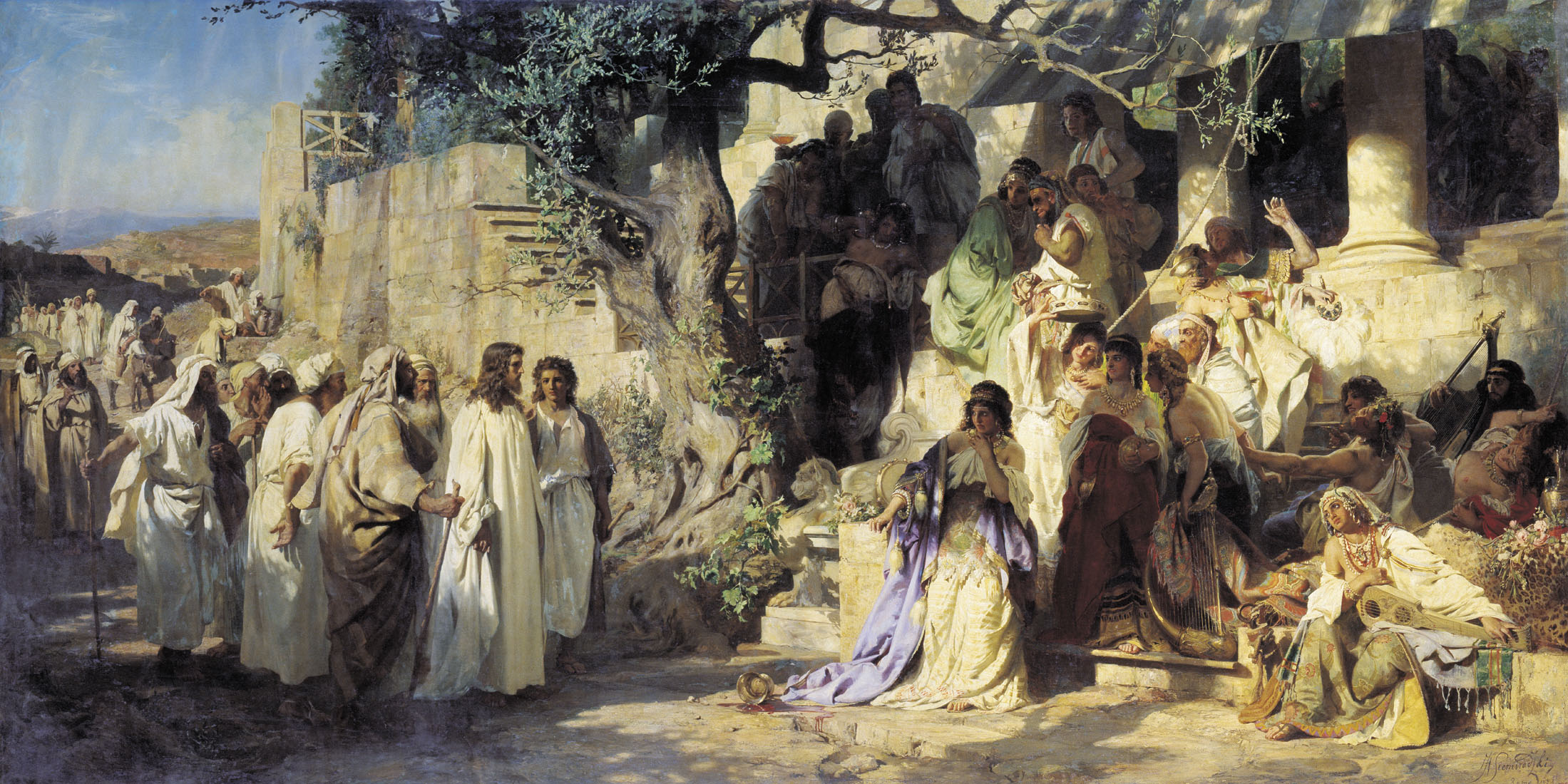
Грешница. 1873 год. Санкт-Петербург, Государственный Русский музей

Картиной «Грешница» Семирадский открыл в своём творчестве тему противостояния христианства и язычества, на этом конфликте основана драматургия его основных полотен. В «Грешнице» Семирадский сознательно не делал выбора в пользу христианства, показывая свою красоту у представителей обоих миров. Также он впервые в русской живописи соединил масштабность исторического сюжета и пленэрные эффекты. В 1873 году картину демонстрировали в Вене, где на Всемирной выставке она была удостоена Золотой медали — это была первая зарубежная экспозиция Семирадского. Далее картину перевезли на академическую выставку в Петербург, где её ожидал шумный успех; полотно было приобретено цесаревичем за 10 000 руб. Семирадский удостоился титула академика Императорской Академии Художеств.
Одновременно Семирадский столкнулся с неприятием и критикой. Крамской ядовито писал в частном письме: 

…Со времени Брюллова, говорят, не было такой картины. Между тем Христос — такая ничтожная личность, что для него ни одна грешница не раскается, да и сама грешница не из тех, которые бросают развесёлую жизнь. А между тем от картины сходят с ума… Нет, мы всё ещё варвары. Нам нравится блестящая и шумная игрушка больше, чем настоящее человеческое наслаждение.
В. В. Стасов в статье, специально посвящённой «Грешнице», неоднократно повторял термины, которые потом будут сопровождать характеристику творчества Семирадского: «эффекты» и «виртуозность». Этим он подчёркивал, что внешние эффекты второстепенны, а картина Семирадского лишена подлинного психологизма и глубины. В статье «Двадцать пять лет русского искусства» Стасов называл грешницу — «современной парижской кокоткой Оффенбаха», а также заявлял, что «Христос и апостолы состоят из одного костюма». И. Е. Репин открыто назвал Семирадского «шарлатаном» и заявил, что «Грешница» — «легковесная, альбомная вещь, хотя и громадная по размеру». Таким образом, в лексиконе передвижников имя Семирадского стало нарицательным, а его творчество стало своего рода «пугалом», как главная ударная сила косной Академии, к которой однако по недоразумению принадлежат вкусы широкой публики; с ним следовало вести бескомпромиссную борьбу. Контрастом выглядело на этом фоне одобрение австрийского критика Лемана, который писал: «Его (Семирадского) способ трактования библейского материала во всех отношениях нов и, быть может, единственно пригодный для европейских картин». Сам Семирадский в эти споры не ввязывался.
Успех «Грешницы» привёл к конфликту между Семирадским и Репиным: они одновременно были выдвинуты на звание академика живописи (Репин — за картину «Бурлаки на Волге»). Всё решила позиция бывшего ректора Академии Ф. Бруни, назвавшего картину Ильи Ефимовича «великой профанацией живописи», и великого князя Владимира Александровича, который заказал Семирадскому копию «Грешницы» сепией. Хотя И. Е. Репин удостоился золотой медали «За экспрессию», он от огорчения заболел и с тех пор неизменно противопоставлял «правду» в живописи её «красоте», критикуя Семирадского.

### Женитьба. Работы 1873—1876 годов

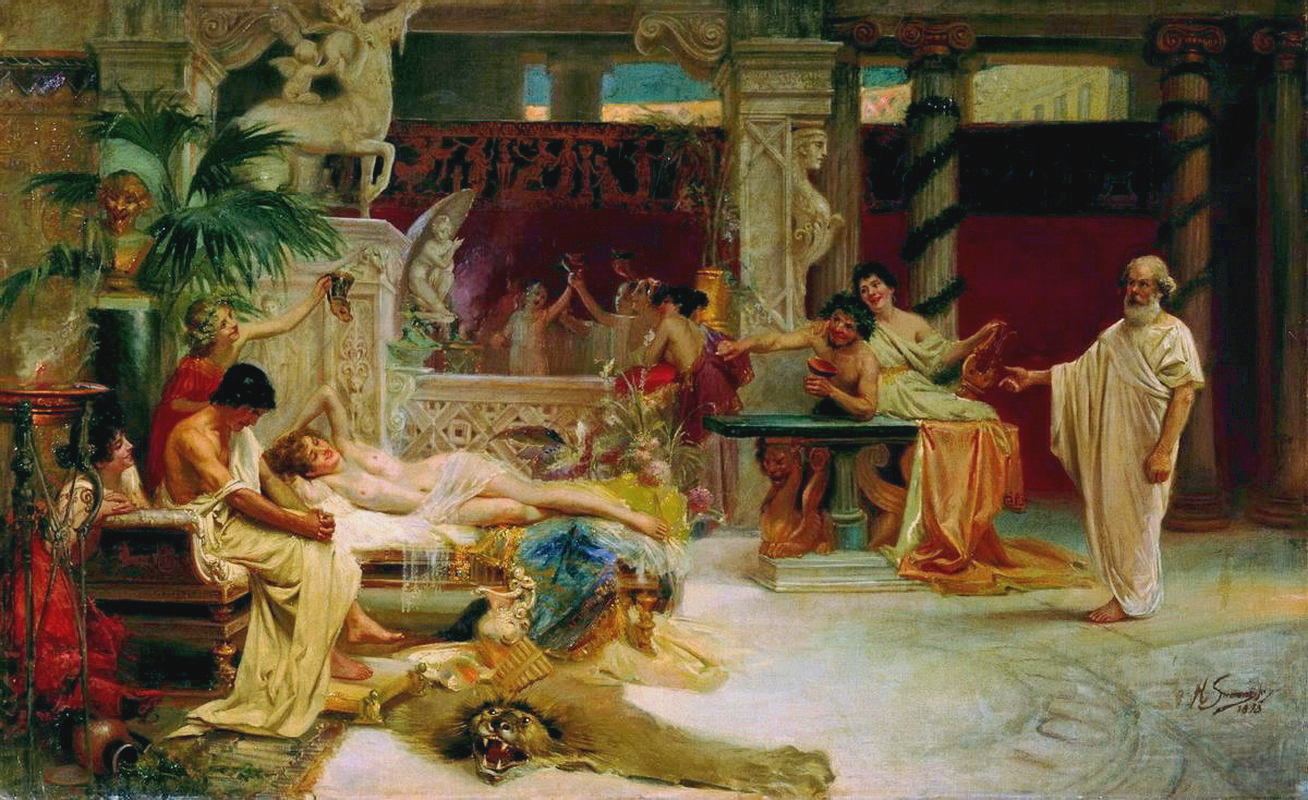
Сократ застаёт своего ученика Алкивиада у гетеры (1873)

В 1873 году в Варшаве 30-летний Семирадский обвенчался со своей 18-летней кузиной Марией Прушиньской. Она выросла в захолустье тогдашней Минской губернии, но смогла быстро адаптироваться к артистическому окружению супруга, освоила итальянский язык и заняла «достойное место» в его жизни. Позже у супругов родилось трое сыновей — Болеслав (родился в 1874 году), Леон (родился в 1875 году), Казимир (родился в 1876 году, умер в годовалом возрасте) — и дочь Ванда (родилась в 1878 году). После женитьбы художник запланировал большое путешествие по Австрии, Бельгии и Франции, однако вскоре прервал поездку и вернулся в Рим. Причины он объяснил в письме конференц-секретарю Академии П. Ф. Исееву в сентябре 1873 года: задумав новую большую работу на античный сюжет, он нуждался в музеях, руинах и даже людях Италии, которые, по его словам, «чрезвычайно близки по типу к древнеримским».
В 1873 году Семирадский сблизился в Риме с находившимся в пенсионерской поездке баталистом Павлом Ковалевским — сыном знаменитого польского востоковеда. Он оставил некоторые воспоминания, в том числе о творческом методе Генриха Семирадского: во время вечерних прогулок по Пинчио тот мог остановиться в привлёкшем его месте и бросить на мостовую осколок мрамора, цветной лоскуток или металлическую безделушку, которые носил с собой. После этого он фиксировал на этюднике эффекты вечернего освещения и то, как закатный свет падает на предметы.

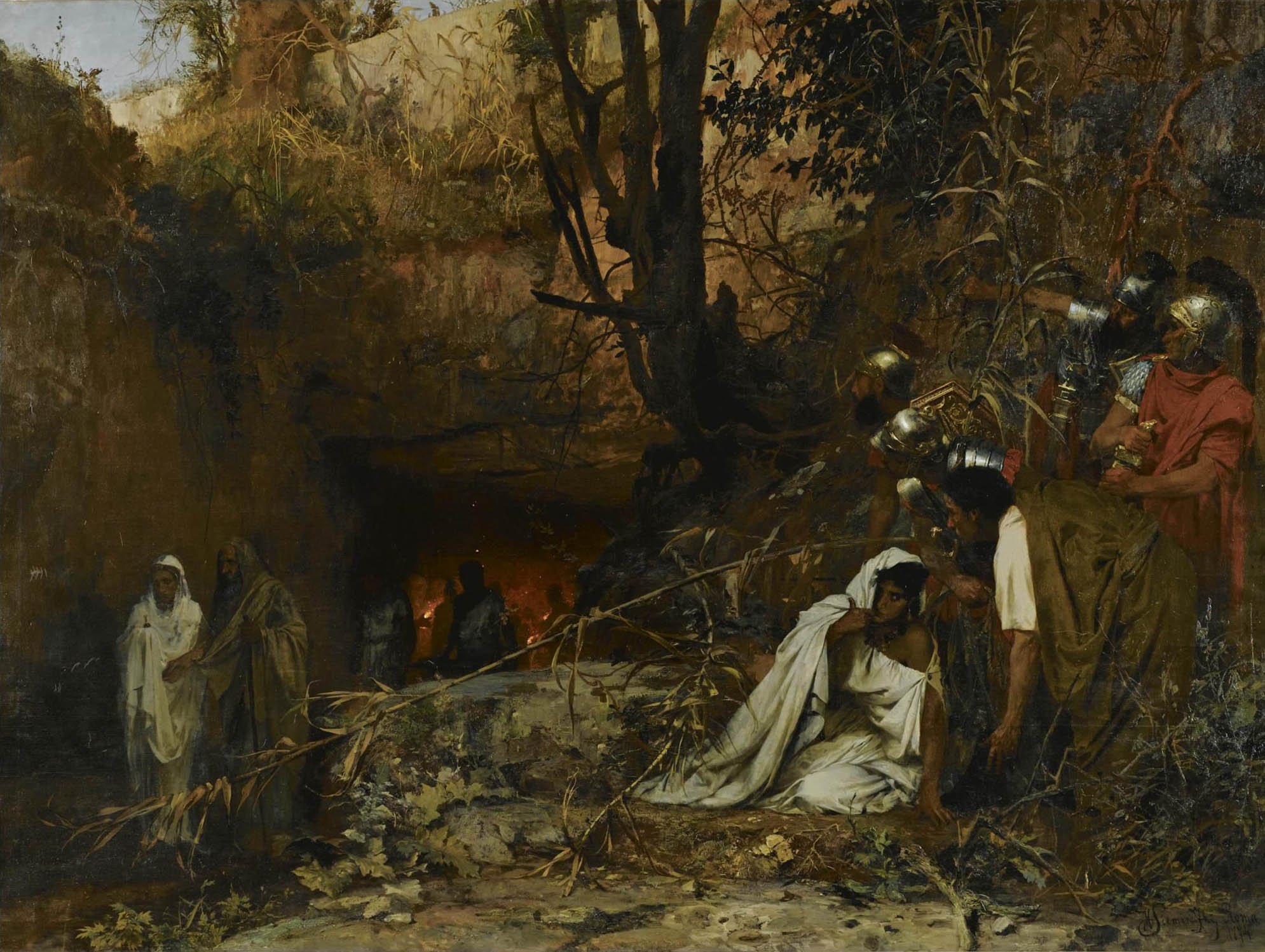
Гонители христиан у входа в катакомбы (1874). Москва, частное собрание

На ежегодную выставку Академии 1874 года Семирадский прислал из Рима полотно «Гонители христиан у входа в катакомбы». Картина была написана по заказу петербургского коллекционера А. А. Ивашева, причём сюжет по контракту оставался на усмотрение художника. П. П. Чистяков, увидевший на выставке «Гонителей», писал В. Д. Поленову: «Ловко, ярко, грязно, криво, косо и глупо, глупо непомерно…» Публика и критики оказались не готовы принять экспрессивную художественную манеру в большом полотне. Непривычным показалось и перенесение центра тяжести композиции в пейзаж, которое в дальнейшем станет у Семирадского постоянным и будет сообщать его полотнам жизненную достоверность. За картину академик Семирадский получил от Совета Академии официальный выговор, сильно его задевший. По мнению П. Ю. Климова, «Семирадский один из первых встал на путь разрушения старой академической системы, внёс в аналитическое, „головное“ в своей основе русское искусство стихийное, живописное начало». Неудивительно, что после 1874 года следы картины теряются, и до 2001 года она считалась утраченной, пока не появилась в одном из антикварных салонов Москвы. Тем не менее вскоре Совет Академии объявил Семирадскому благодарность за картину «Продавец амулетов» и ходатайствовал о присуждении ордена св. Станислава 3-й степени, который он получил в августе 1875 года.

### «Светочи христианства»
Новая большая работа Семирадского была основана на сюжете, изложенном в «Анналах» Тацита: император Нерон обвинил в большом пожаре Рима первых христиан и обрёк их на мучительную казнь. Эта работа получила название «Светочи христианства (Факелы Нерона)». Семирадский, однако, не желал иллюстративности, а поместил сюжет Тацита в широкий философский и исторический контекст. Это выразилось в том, что изображённая лестница Золотого дворца Нерона перпендикулярна вереницам столбов с привязанными мучениками-христианами, образуя композиционный центр картины — крест. Крест, помимо всего прочего, символизирует пересечение двух путей развития мира — старого языческого, погрязшего в пороке, и в муках рождающегося христианского мира. Оптическая ось, на которой расположены фигуры Нерона и окружения, упирается в ряд жертвенных столбов, образуя тупик. Столбов на картине 13, они прямо символизируют число апостолов и Христа. Семирадский выступил в обычном для себя амплуа художника-историка и эрудита. Образованную публику в картине привлекли и точные археологические детали; художник основывался на монографии Луиджи Канина «Здания античного Рима» (1848—1856), а также собственных впечатлениях от раскопок Помпей. На эмоциональное восприятие эпохи Семирадским могла повлиять повесть И. Крашевского «Рим при Нероне», опубликованная в 1866 году в Кракове. Художник писал родным, прося выслать ему в Рим книги Крашевского, а в начале работы над картиной даже поехал в Дрезден, чтобы встретиться с живущим там писателем.

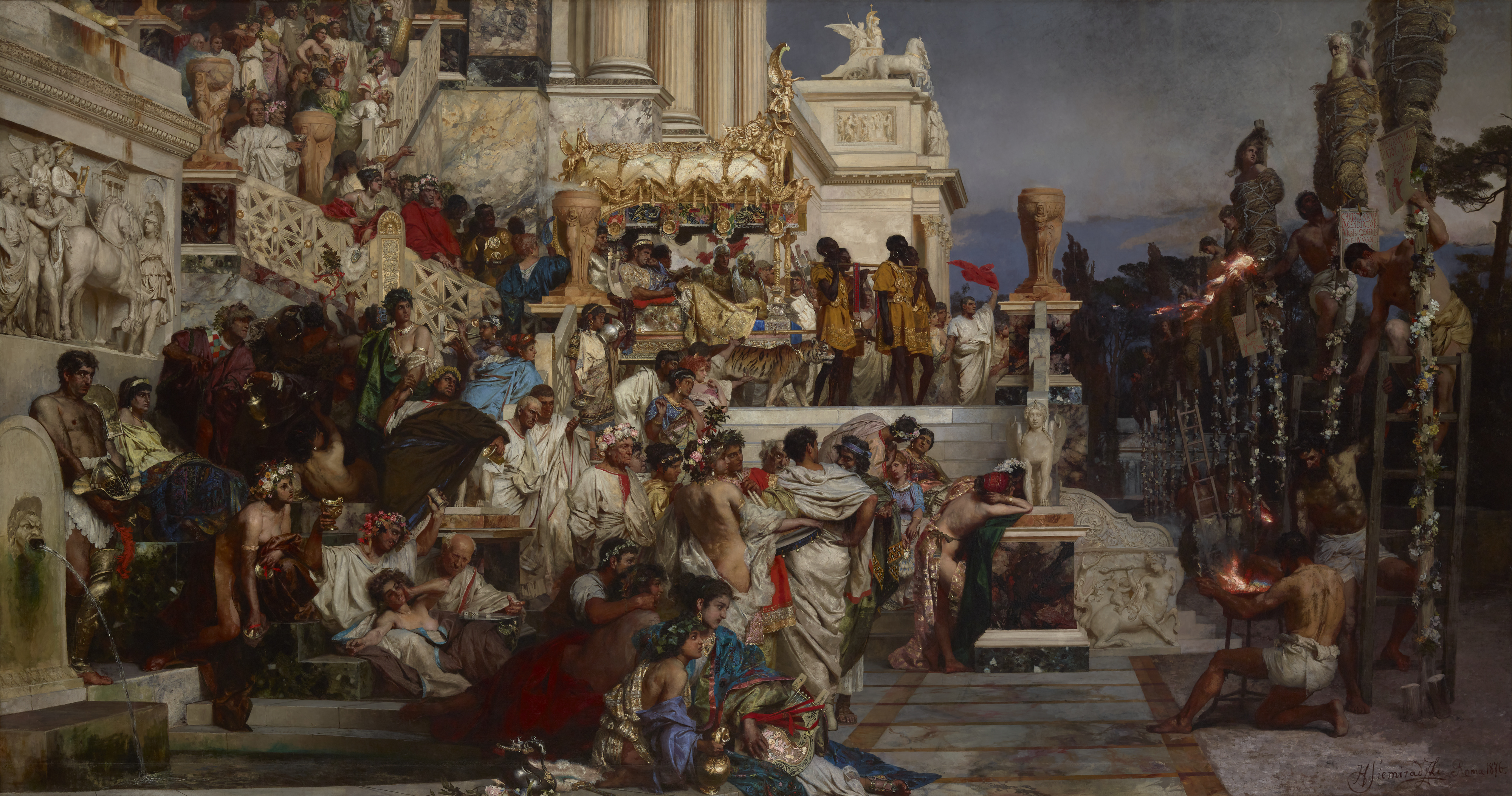
«Светочи христианства». Национальный музей в Кракове

Работа над монументальным полотном потребовала в итоге четырёх лет труда. За это время была создана большая серия графических набросков и как минимум три эскиза основной композиции, которые экспонировались на выставке в Варшаве в 1939 году. Картина стала известна в Риме ещё до своего окончания, Семирадский с гордостью писал в Петербург, что в 1876 году его навестил Альма-Тадема, а, кроме того, его избрали в жюри ежегодной выставки Римской Академии живописи Св. Луки. В Римской Академии «Светочи христианства» были впервые представлены ещё до отправки в Петербург. Студенты Академии увенчали Семирадского лавровым венком, а король Италии наградил его орденом Короны. По подсчётам, только в последний день выставки картину увидели 5000 человек. По пути в Петербург картина была выставлена в Мюнхене и Вене, а в 1878 году была отправлена в Париж на Всемирную выставку, где Семирадский был удостоен Золотой медали, а правительство наградило его кавалерством Ордена почётного легиона. Семирадский был избран почётным членом Академий живописи в Берлине, Стокгольме и Риме, а Галерея Уффици заказала художнику его автопортрет, что считается особой честью.
Успех «Светочей христианства» сильно осложнил отношения Семирадского с Императорской Академией художеств. Пенсионер нарушил правило, согласно которому командированные в Европу художники не имели права участвовать в зарубежных выставках. В Петербурге картину выставили в отдельном зале, и она вновь вызвала ожесточённые споры публики и критиков. Отрицательные рецензии написали В. В. Стасов и В. М. Гаршин. П. П. Чистяков, мечтавший написать картину на тот же сюжет, сокрушался, что Семирадский его «испортил». Ещё более безжалостными были польские критики, так, С. Виткевич обвинил Семирадского в том, что трагический сюжет предстал под его кистью как едва ли не праздник. Тем не менее Совет Академии удостоил Семирадского звания профессора и официально заявил, что «его деятельность приносит честь Академии и русскому искусству».
«Светочи христианства» послужили отправной точкой и источником для написания романа Г. Сенкевича «Камо грядеши?». В 1890 году, находясь в Риме, писатель останавливался в доме Семирадского, и тот служил ему гидом, показав, в частности, церковь Domine quo vadis. По мотивам работы Семирадского создал своё полотно «Смерть Петрония» Константин Маковский. Уже в начале XXI века Ежи Кавалерович при постановке фильма по мотивам романа воспользовался картинами Семирадского для построения мизансцен и композиции кадра. Грим Михала Байора, исполнившего роль Нерона, точно воспроизводил типаж императора на более позднем полотне Семирадского «Христианская Дирцея в цирке Нерона».
За картину «Светочи христианства» Семирадский назначил цену 40 000 рублей, однако противодействие лидера передвижников И. Н. Крамского помешало императорскому двору приобрести её. Поскольку к 1879 году картина так и не была продана, Семирадский подарил её Кракову, где готовилось открытие польского национального художественного музея, приуроченное к 50-летию И. Крашевского. Однако в 1879 году картина отправилась в международное турне, экспонируясь во Львове, Познани, Праге, Цюрихе, Лондоне, Дрездене, Стокгольме и Амстердаме, и в Краков прибыла только в 1881 году.
Поскольку картина покинула Россию, известный меценат Д. П. Боткин заказал Семирадскому уменьшенную авторскую копию, которая долго находилась в частном собрании в Москве, а в 1921 году была вывезена в Берлин и неоднократно перепродавалась. В 2004 году она была продана на аукционе Bonhams в Лондоне за 292 650 фунтов.

### Росписи храма Христа Спасителя

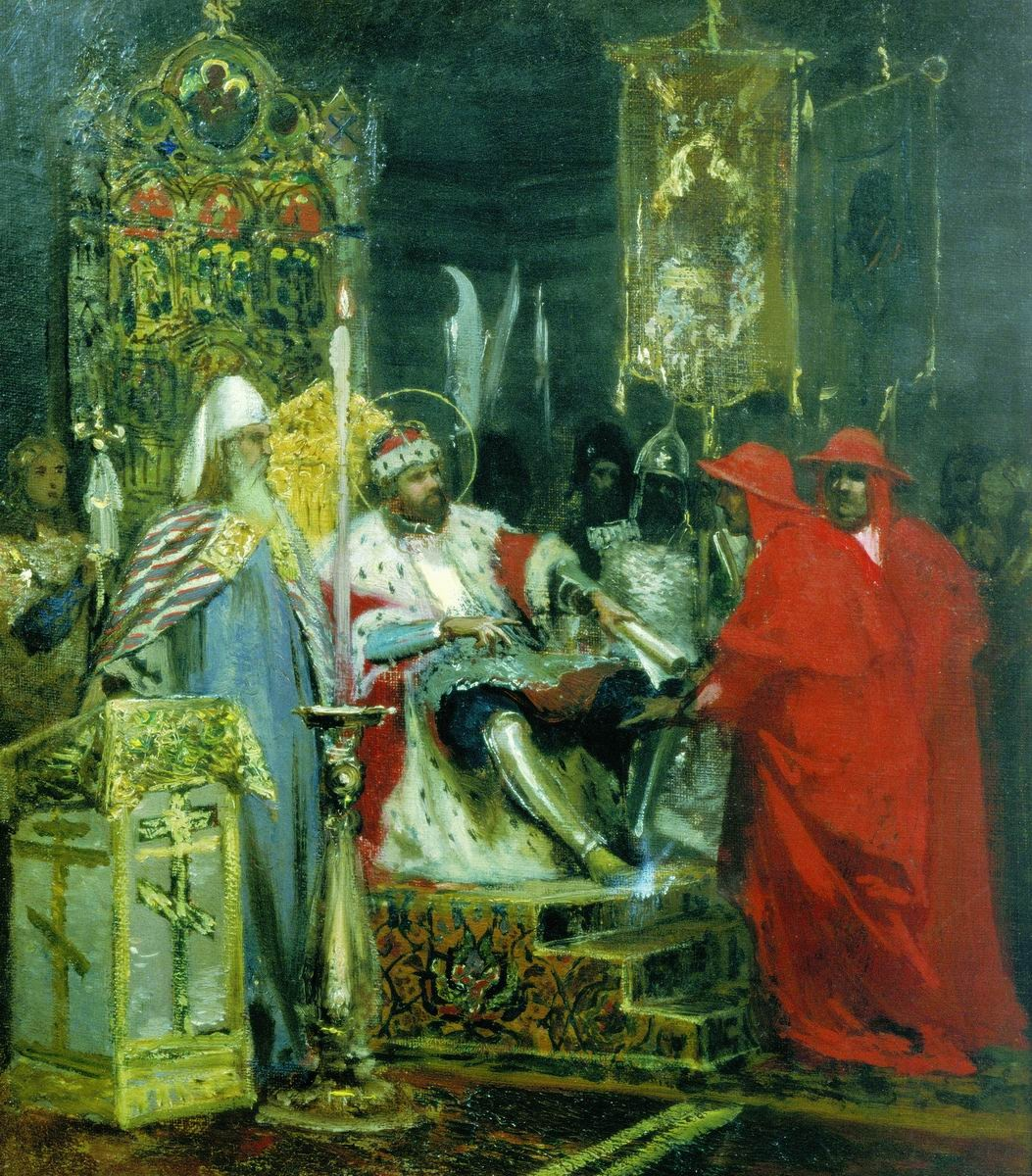
Александр Невский принимает папских легатов. Эскиз. Санкт-Петербург, Государственный Русский музей

В 1877—1878 годах художник получил заказ на четыре композиции из жития святого Александра Невского в северной части храма Христа Спасителя в Москве, а после смерти Т. Неффа — запрестольный образ Тайной вечери для того же храма. Заказы были с энтузиазмом восприняты Семирадским, поскольку давали возможность экспериментировать, «писать картины, не жалея средств и не особенно рассчитывая на их сбыт». Картоны, написанные художником, были высочайше утверждены в марте 1877 года, в апреле он прибыл в Москву и приступил к работе. По предварительным эскизам Семирадский выполнил работу в храме всего за 15 дней, однако уже в 1900 году фреска, написанная масляными красками на штукатурке, сильно пострадала от сырости. Автор предложил переписать пострадавшие работы на металлическом листе, но согласования шли долго, и до смерти художника в 1902 году так ничего сделано не было. В 1931 году храм Христа Спасителя был взорван советскими властями, о росписях Семирадского можно судить по сохранившимся фотографиям и подготовительным эскизам.
Художественная интеллигенция России отнеслась к росписям Семирадского крайне отрицательно, самую резкую критику вызвал сюжет «Александр Невский принимает папских легатов». В газете «Санкт-Петербургские ведомости» от 31 октября 1877 года осуждалось отсутствие в картине религиозного содержания. Сам художник, работая над храмовыми росписями, отталкивался от итальянской традиции эпохи Возрождения, поэтому с точки зрения православного канона допустил множество вольностей, но сумел настоять на своём. Несмотря на критику, Е. Зорина признаёт «Тайную вечерю» одним из лучших произведений Семирадского. Он разделил композицию на две визуально равные части — полукупол с глубокой оконной нишей наверху и нижнюю часть со столом-престолом, за которым и происходит действие. «Семирадский нашёл золотую середину между классическим спокойствием и сильным движением».
Работы продолжились в 1878 году, когда весной — летом Семирадский подготовил эскизы «Крещения Господня» и «Въезда Иисуса Христа в Иерусалим» для хорных окон северного и южного приделов храма. В «Крещении» большую роль играл пейзаж, выдержанный в коричнево-зеленоватых тонах. Архитектоника композиции определялась арочной формой, что позволило художнику показать слияние сил небесных и земных. Во «Въезде» арочное оформление позволило выразить идею единения Мессии с народом через ритмический повтор восходящих и нисходящих линий. Здесь же использована интенсивная световоздушная среда, как и в «Грешнице», когда передний план затемнён, а задний — очень светлый. Эти композиции вызвали восторг даже у Репина, который назвал их, несмотря на «итальянщину», — «единственным оазисом в храме Спаса».

## Творчество 1880—1890-х годов

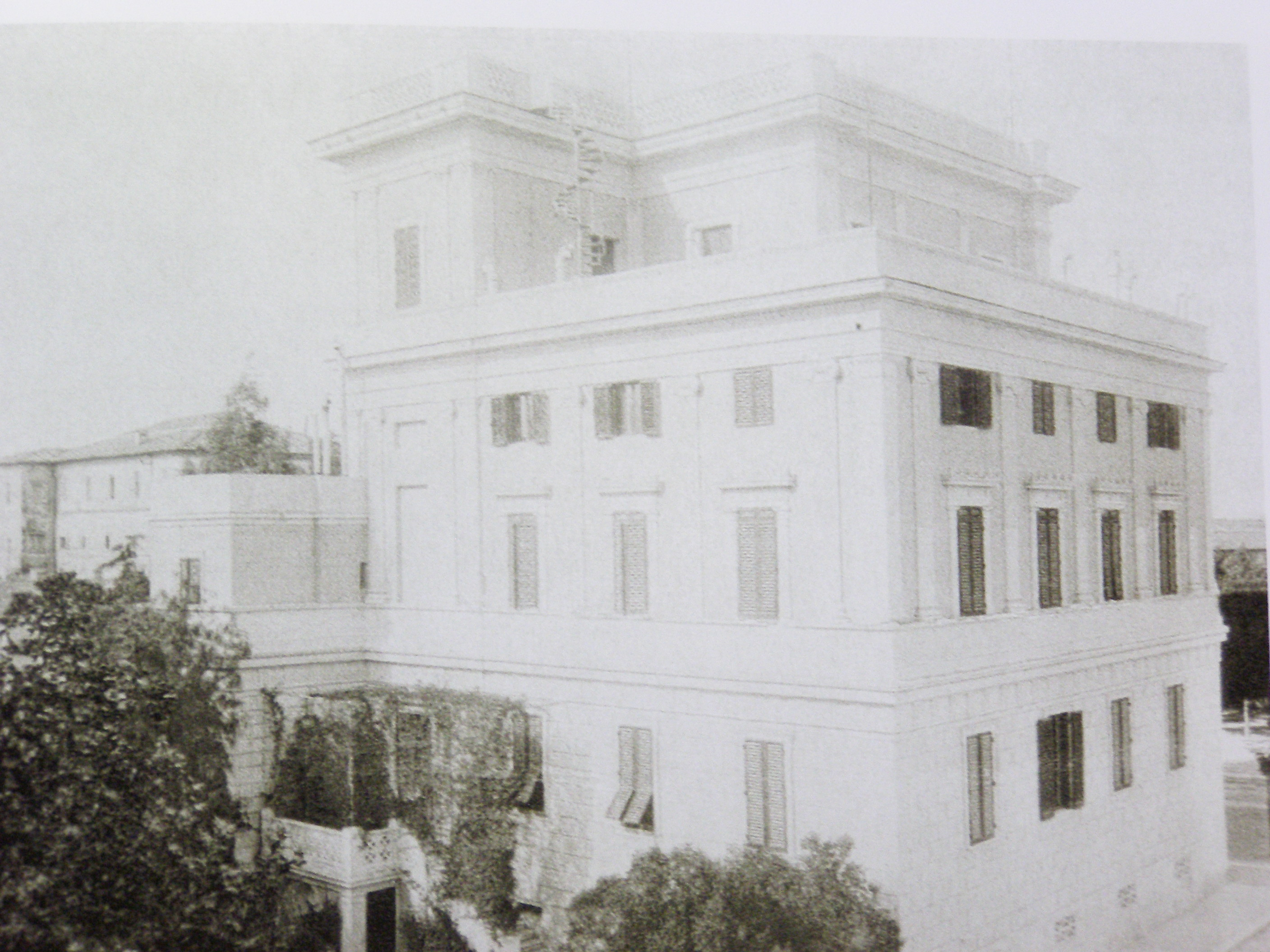
Дом Семирадского в Риме. Фото 1896 года

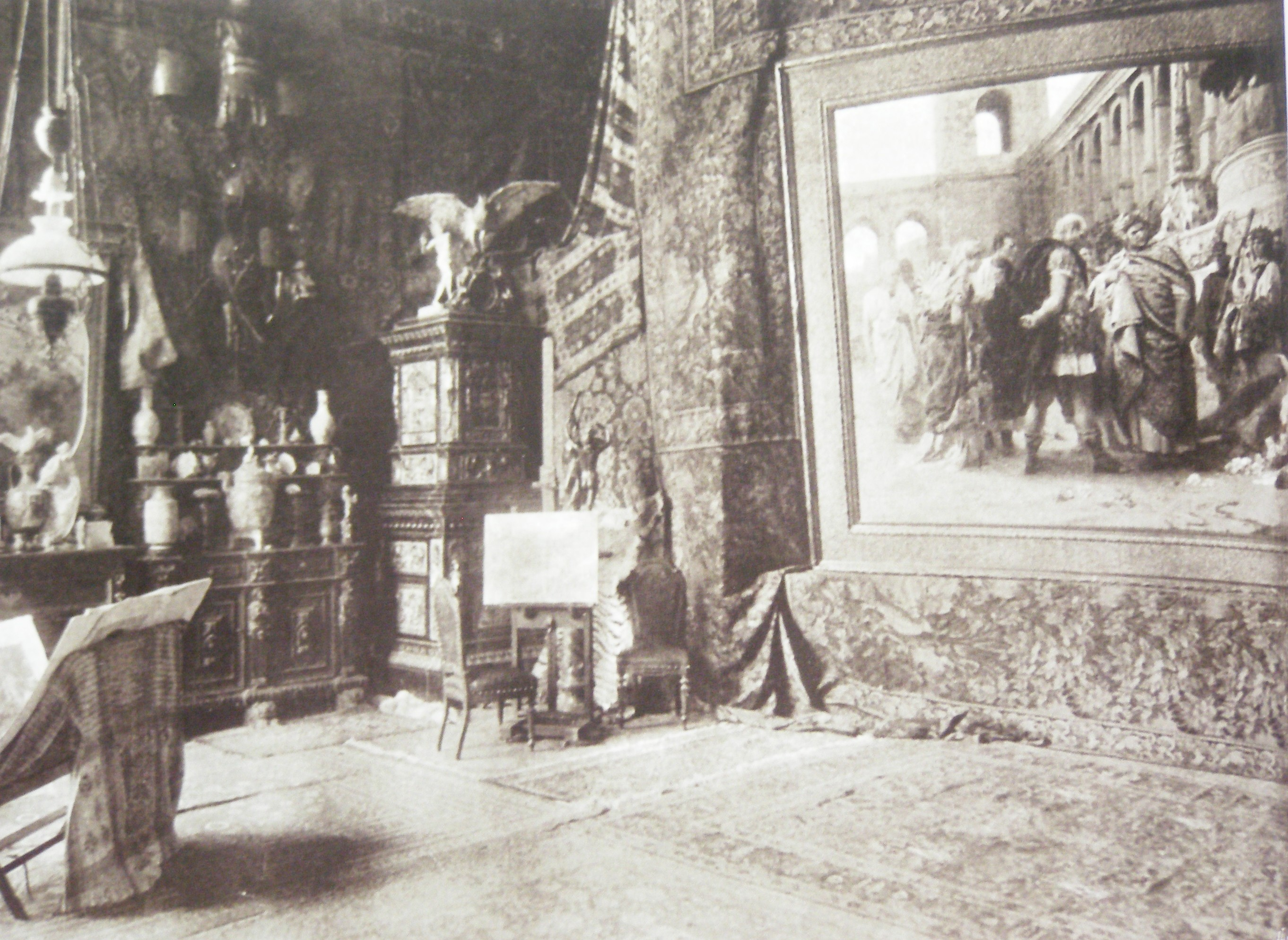
Мастерская Семирадского в Риме. Видна картина «Христианская Дирцея в цирке Нерона»

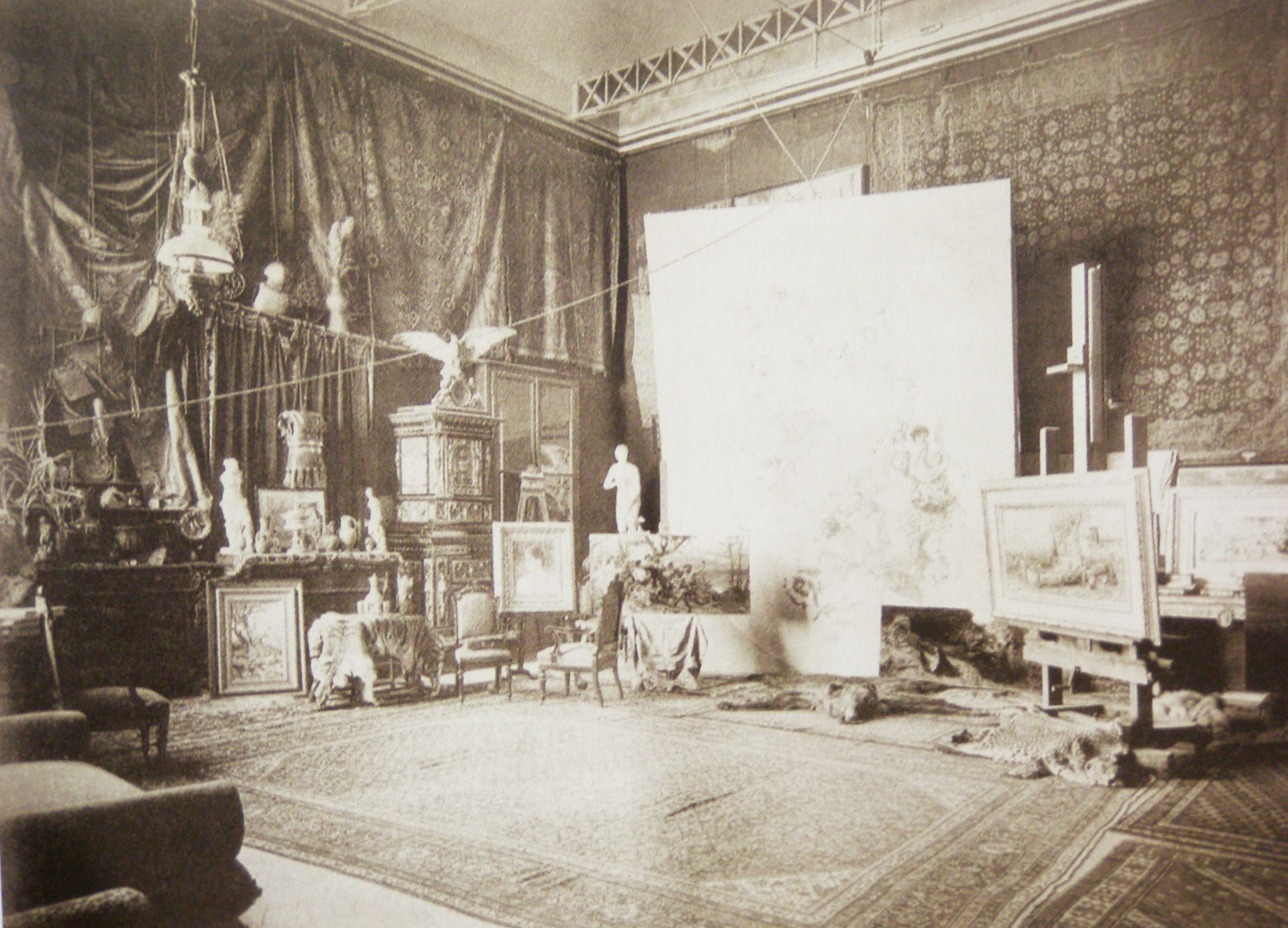
Ещё один вид мастерской. Хорошо видны подъёмники для масштабных полотен

Борьба мнений вокруг «Светочей христианства», резкая критика со стороны демократической интеллигенции и коллег-художников привели к тому, что Семирадский в начале 1880-х годов принял решение окончательно поселиться в Риме. Тем не менее он не отказался от подданства Российской империи, регулярно посылал свои работы на академические выставки в Петербург, постоянно приезжал на родину в Польшу. С 1879 года художник стал проводить лето с семьёй в имении Стшалково под Ново-Радомском близ Ченстохова, которое купил в 1884 году. Однако он органичнее чувствовал себя в европейской академической среде, тогда как в России его творчество, при практически безоговорочном одобрении Академии художеств, постоянно подвергалось критике демократической интеллигенции.
В 1880 году художник начал постройку собственного дома в Риме на виа Гаэта, который хотел видеть своего рода убежищем, однако он сразу оказался внесён в путеводители Рима как достопримечательность. Семирадский принимал у себя гостей только по средам и воскресеньям и, как писал Б. Билинский: «ставил себя над своей эпохой и связанными с нею вопросами, добивался свободы творчества, но терял связь с реальной жизнью». Архитектором был Ф. Азури, но художник принимал самое деятельное участие в проектировании и оформлении виллы (как называл её владелец). Постройка была двухэтажной, причём мастерская художника делилась на парадную часть, где хранились готовые произведения искусства и реквизит для живописных работ (здесь же принимали посетителей), и рабочую. Собственно рабочая студия на втором этаже была оснащена подъёмниками для передвижения больших холстов. Дом был облицован каррарским мрамором и украшен ионическими пилястрами; его окружал просторный сад, где были представлены разнообразные экзотические растения. В 1938 году он был снесён, на его месте находится здание дирекции фирмы «Пирелли» и частично — российского посольства.
В 1882 году Семирадский получил заказ для Исторического музея в Москве — картины «Похороны знатного руса в Булгаре» и «Тризна дружинников Святослава после боя под Доростолом». Предназначались они для зала X века и должны были наглядно показывать жестокость нравов до принятия на Руси христианства. Сюжеты были предложены художнику графом А. С. Уваровым, который и разрабатывал идеологию экспозиции. Сохранилась их переписка, в которой Семирадский настаивал на введении фигуры слепца-рапсода в центре композиции, а также отстаивал три фигуры плакальщиц справа. Семирадский серьёзно подошёл к своей работе — в Рим ему посылались зарисовки оружия, украшений, орнаментов и костюмов; кроме того, художник построил макет, чтобы согласовать размеры и композицию картин с масштабом и оформлением зала. Это вновь вызвало недовольство русских художников: «космополит-поляк» якобы был не способен проникнуться духом русской истории и передать его на полотне.
Параллельно с гигантскими многофигурными композициями Семирадский много работал с камерными холстами, преимущественно на сюжеты из античной жизни, такие работы были популярны у современников. Ярким примером подобной работы является картина 1878 года «Женщина или ваза?». Сюжет данного произведения назидателен: пожилому патрицию предстоит выбор между красавицей-рабыней и китайской вазой. Богатый римлянин находится в раздумье, он пресыщен всякими наслаждениями. Изображённый рядом сын патриция с восторгом смотрит на тело невольницы, не разделяя отцовских затруднений с выбором. Таким образом, картина является аллегорией молодости и старости, здесь на первый план вынесена тема ценностей и приоритетов. Примечательно, что за спиной патриция художник изобразил кентавра из коллекции римского Капитолийского музея, который сам по себе является аллегорией старости. По мнению Е. Нестеровой, данная картина показывает, что «Для Семирадского люди и предметы одинаково неодушевлены или, точнее, одушевлены одинаково». Картина демонстрировалась в России на персональной выставке Семирадского в 1890 году.

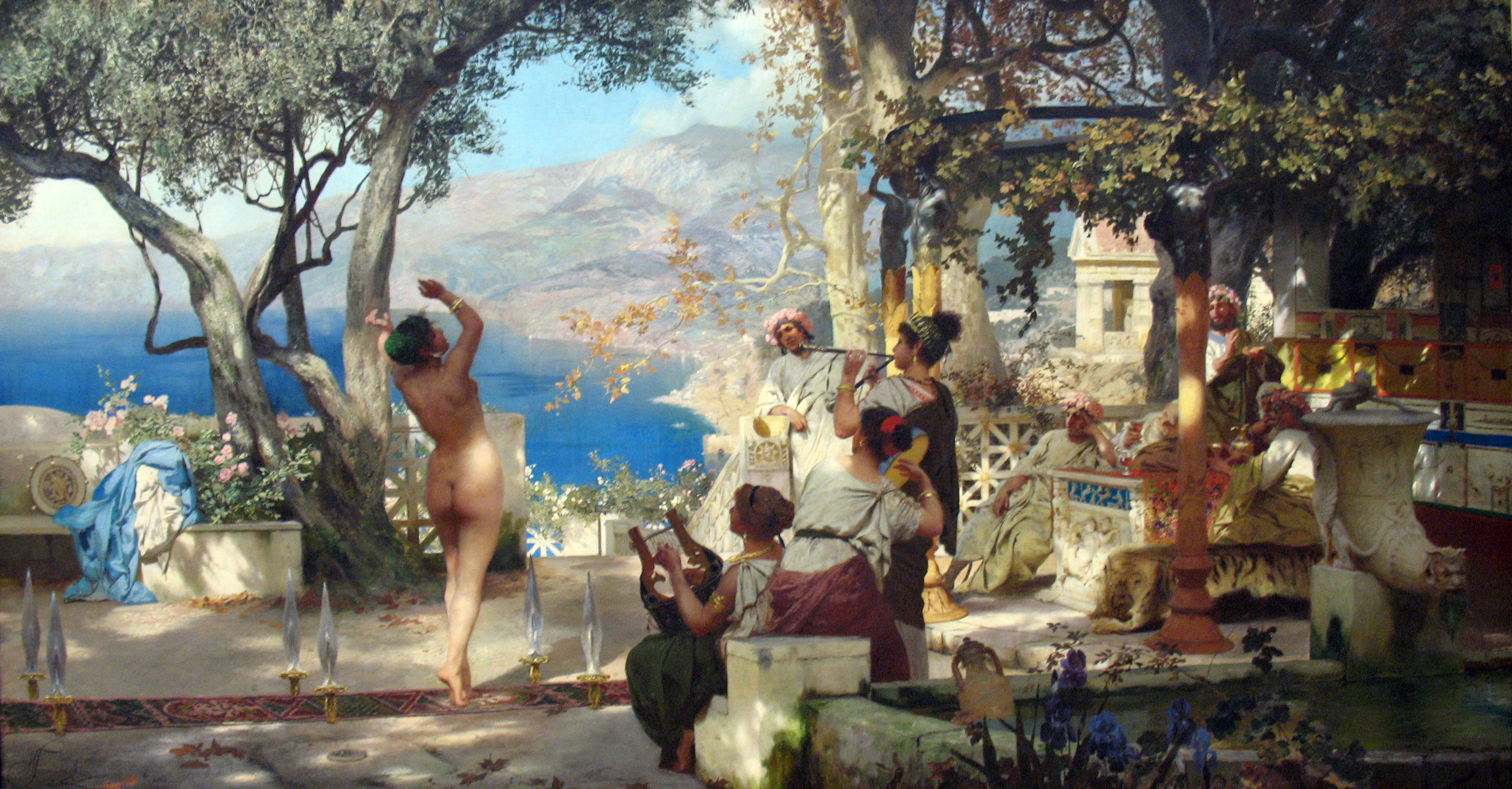
Танец среди мечей. Москва, Государственная Третьяковская галерея Уменьшенная авторская копия с утраченного оригинала

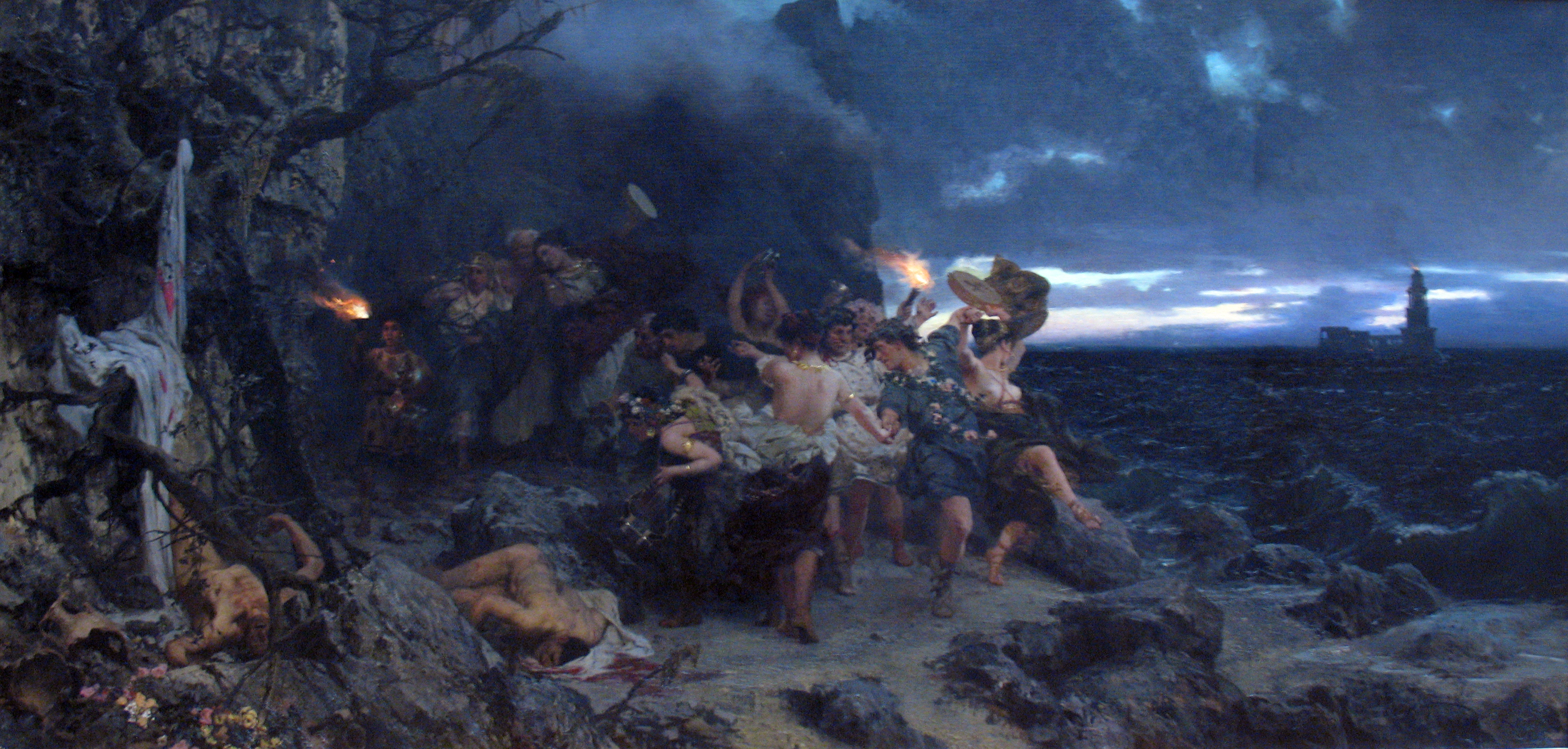
Оргия времён Тиберия на острове Капри. Москва, Государственная Третьяковская галерея

В дальнейшем Семирадский перенесёт действие своих античных картин на пленэр, помещая персонажей в пейзажное окружение. Этот приём стал основой его авторской интерпретации жанра «античной идиллии». Однако художник жил и формировался в эпоху реализма, поэтому его античные фантазии имели вполне рациональный фундамент. Так, в картине «Танец среди мечей» совмещены пейзажный образ итальянского Юга и мотивы, вероятно, навеянные балетом «Дон-Кихот» в постановке М. Петипа, который Семирадский видел в обеих редакциях 1869 и 1871 годов. Примечательно то, что поза танцовщицы на картине почти в точности повторяет античную фреску помпейской «Виллы мистерий», которая была открыта только после смерти художника. Вероятно, он мог встречать похожие мотивы в античной вазописи. Зеркальной парой к «Танцу среди мечей» является точно такого же формата и с одинаковой формой рамы картина 1881 года «Оргия времён Тиберия на острове Капри».
Античность представала у Семирадского как ницшеанское противопоставление двух начал — солнечного аполлонийского и ночного дионисийского. Ночные сцены в наследии Семирадского занимали существенное место ещё и потому, что художник всерьёз увлекался оккультизмом и проводил у себя дома спиритические сеансы, что не мешало ему быть верующим католиком, регулярно посещающим костёл. Солнечные идиллии Семирадского были формой компенсации, за которой скрывались постоянные депрессии и сомнения в значимости собственного таланта. Они же служили причиной мистических настроений. Ночные картины Семирадского публике не нравились и зачастую с трудом находили себе покупателей. Так, картина «Исаврийские пираты, продающие добычу» в 1880 году была удостоена Золотой медали на Всемирной выставке в Мельбурне, но, судя по фотографиям, в 1890-е годы всё ещё находилась в мастерской художника. Ныне она хранится в Харьковском художественном музее.
В 1886 году Семирадский закончил полотно «Христос у Марфы и Марии», предназначенное для академической выставки в Берлине. Традиционно художник экспонировал его сначала в Академии св. Луки, где на осмотре побывала королева Маргарита. В 1887 году картина была представлена на Академической выставке в Петербурге, причём одновременно с работой Поленова «Христос и грешница», показанной на Передвижной выставке. Рецензенты сразу стали рассматривать обе картины в комплексе, Семирадский удостоился положительных отзывов за пейзажно-архитектурный антураж и лиричность. Правительство России купило картину для музея Императорской Академии художеств.

Исторические и жанровые работы Семирадского 1880—1890-х годов
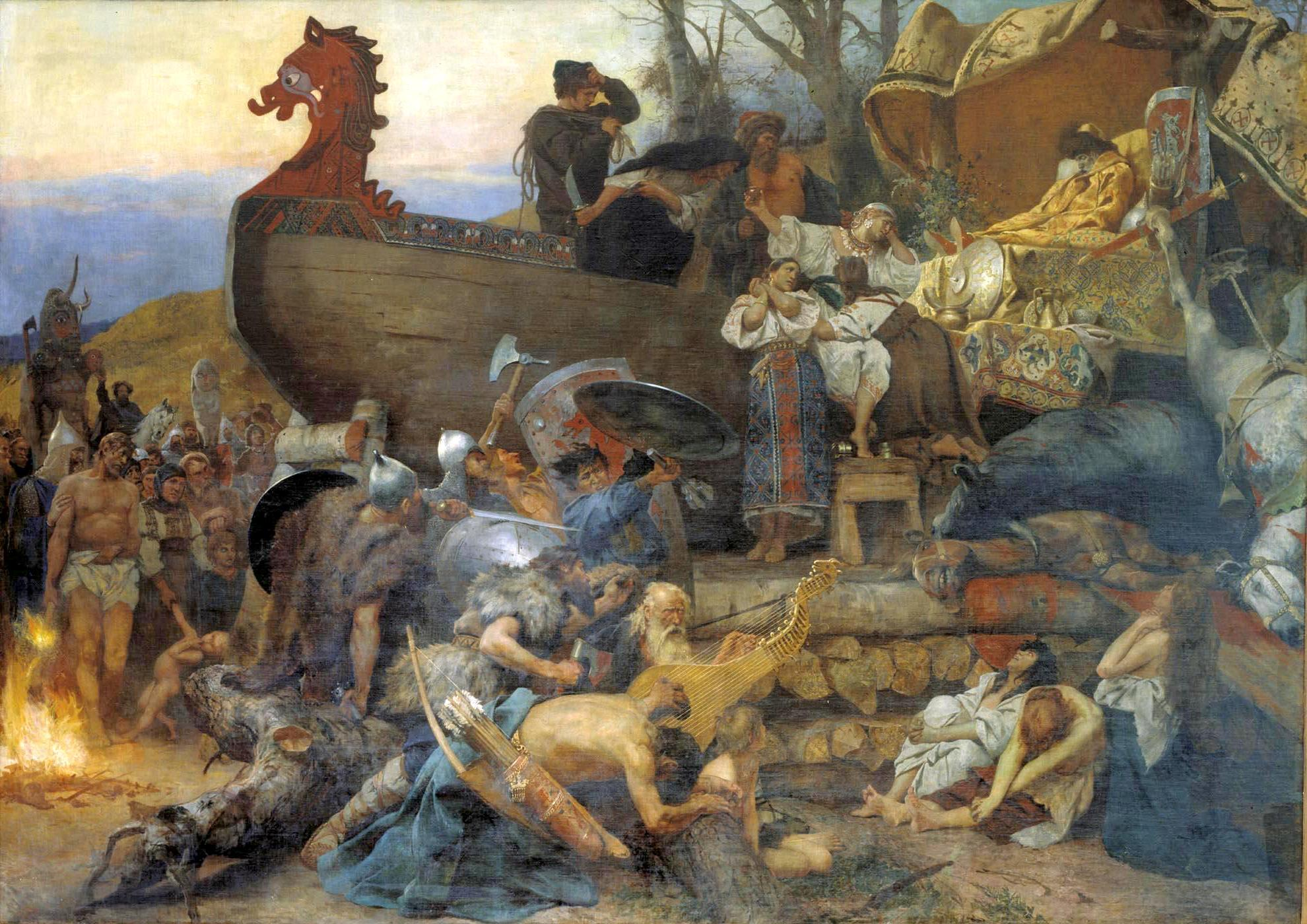
Похороны знатного руса в Булгаре. Москва. Государственный исторический музей
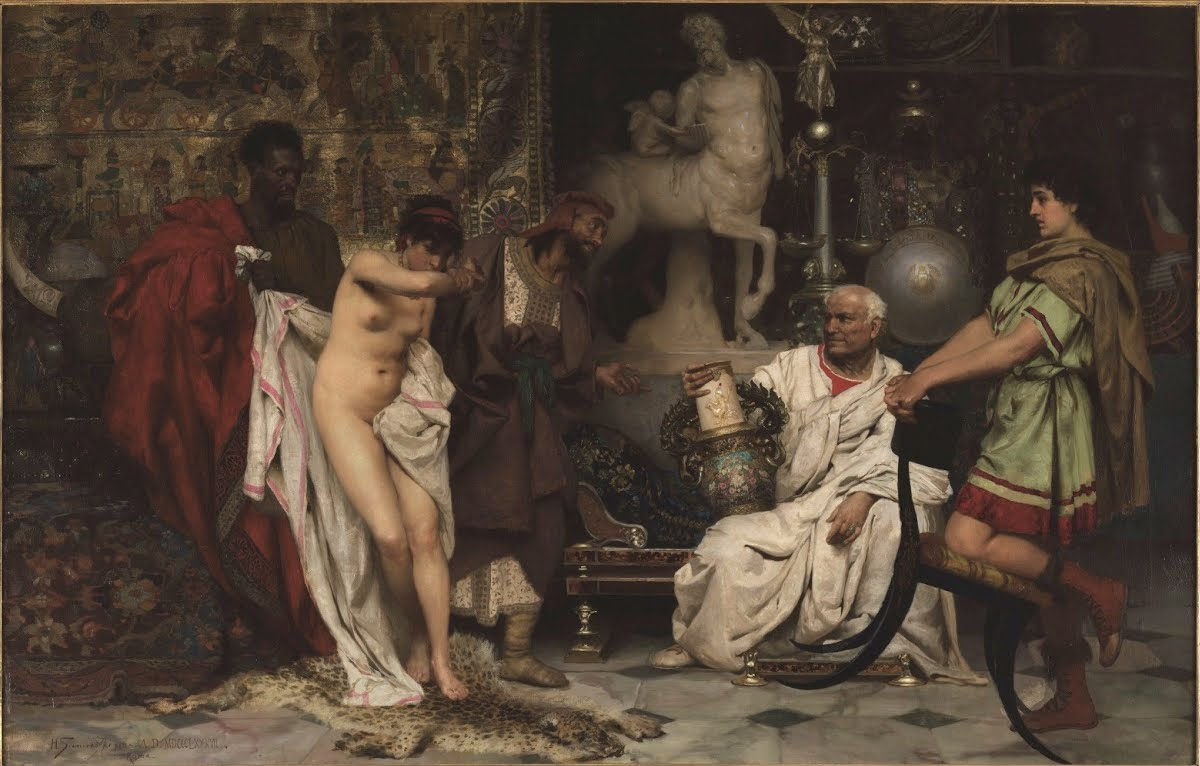
Женщина или ваза? (Сложный выбор). Музей Фаберже в Санкт-Петербурге
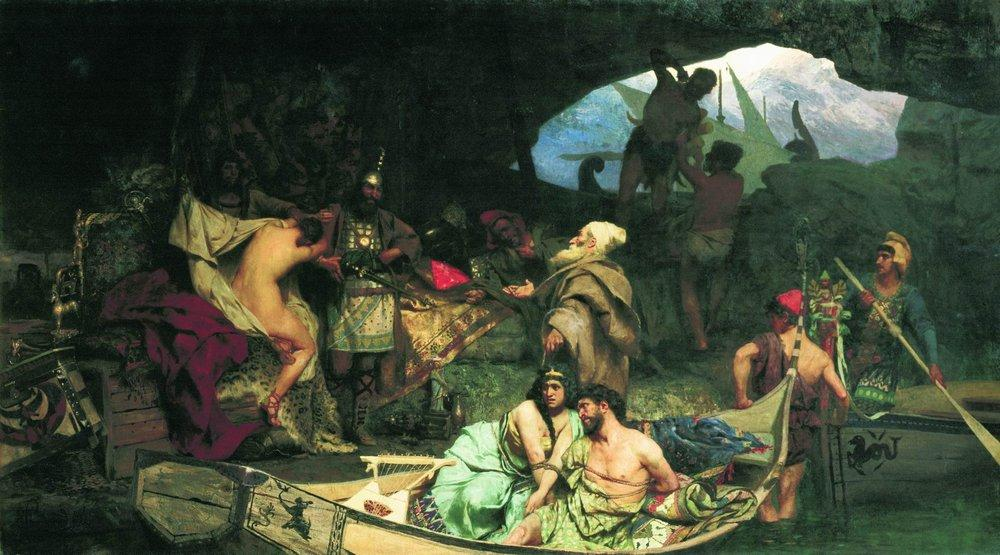
Исаврийские пираты, продающие добычу. Харьковский художественный музей
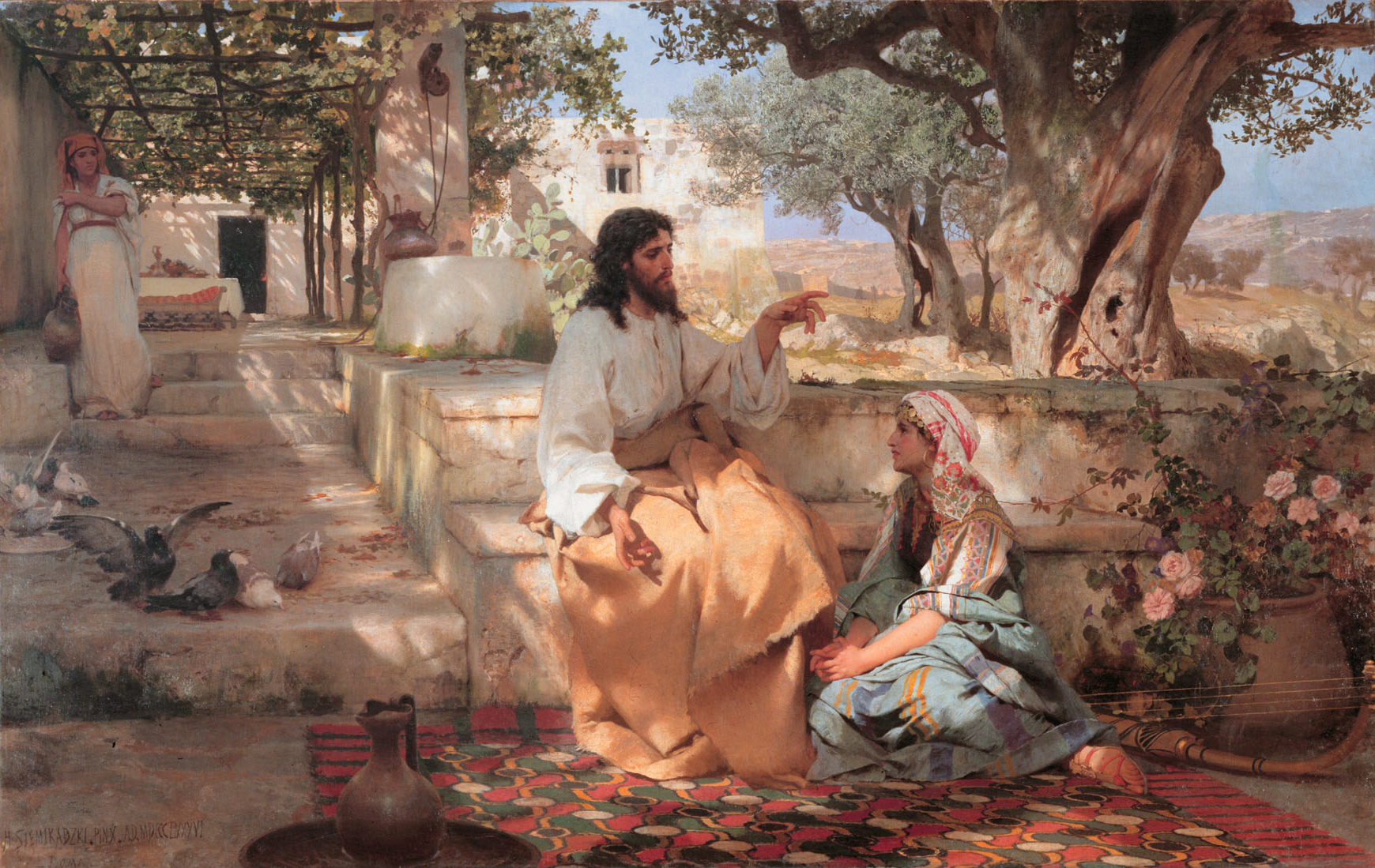
Христос у Марфы и Марии. Санкт-Петербург, Государственный Русский музей

### «Фрина на празднике Посейдона в Элевзине»

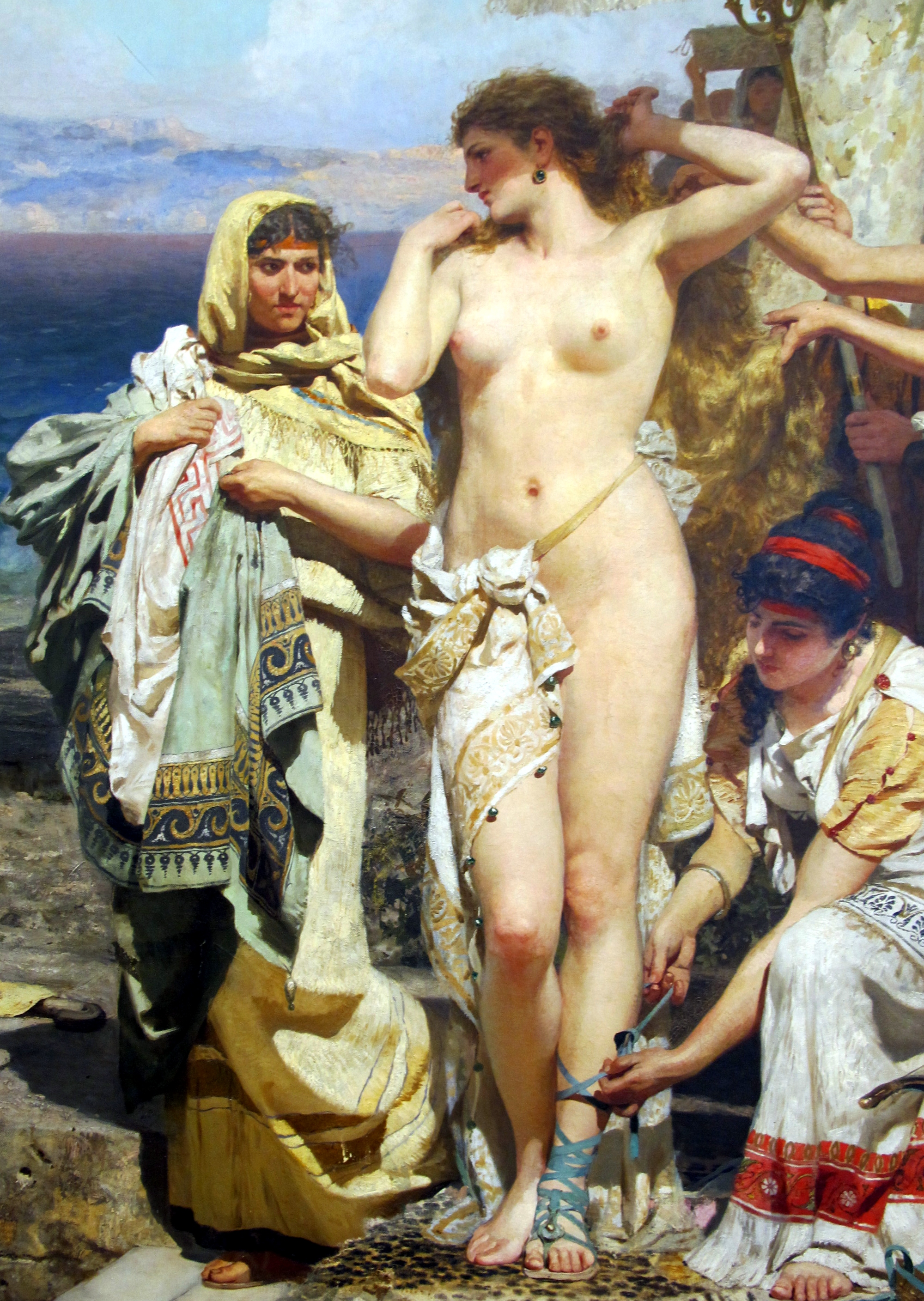
Фрина со служанками (деталь картины)

На рубеж 1880—1890-х годов приходится наивысший пик популярности Семирадского, который неизменно получал награды на академических выставках в Петербурге. Публика в живописи Семирадского ценила увлекательность и занимательность сюжетов. Даже названия полотен, по выражению Е. Нестеровой, «звучат как заглавия дамских романов, бьют наверняка и поражают сердца жаждущих приключений обывателей». В этот период было создано одно из наиболее известных его произведений — «Фрина на празднике Посейдона в Элевзине». Замысел гигантского по размерам полотна (390 × 763,5 см) относился к 1886 году, когда Семирадский думал об участии в будущей Всемирной выставке в Париже в 1889 году. Одновременно он обратился к работе Ж.-Л. Жерома «Фрина перед судьями» (1861), которого публика обвинила в смаковании наготы. Семирадский хотел создать чувственное произведение, которое, однако, будучи эротическим, останется в рамках приличий. Для написания пейзажа Семирадский специально ездил в Грецию — в Элевзин (Элевсин), где некогда устраивались античные мистерии. Картина стала главным экспонатом выставки Семирадского в Академии художеств 1889 года; её посетило около 30 000 человек. Для наибольшей эффектности Семирадский распорядился затемнить выставочный зал, а картина освещалась электрическими лампами Яблочкова. Прямо с персональной выставки «Фрина» была куплена императором Александром III, причём государь впервые заявил о намерении создать в Петербурге музей русского искусства. Г. Г. Мясоедов при этом возмущённо писал Стасову: «Разве это русская картина?» — и называл Семирадского «чертополохом». Специалисты оценивают покупку «Фрины» как элемент имперской пропаганды приоритета государственного над национальным, а равно и внедрения классического образования в России — «педагогического классицизма». Европейские экспозиции «Фрины» добавили Семирадскому наград: он стал членом Туринской академии и членом-корреспондентом Французской Академии изящных искусств.

## Поздний период

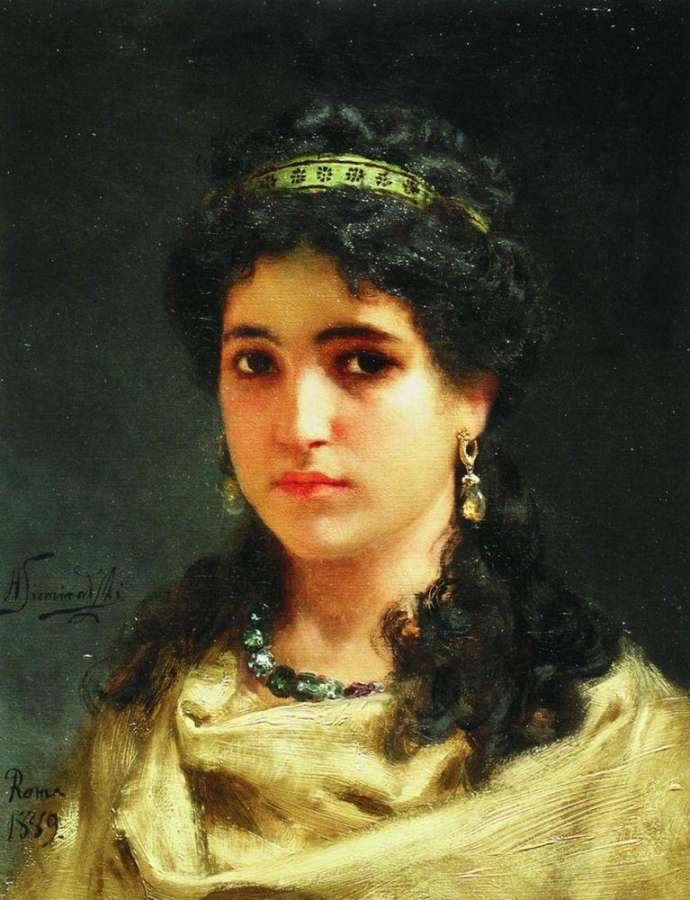
Портрет молодой римлянки. Эскиз к картине «Фрина на празднике Посейдона в Элевзине». Москва, частное собрание

Античные работы Семирадского объединяют с творческим наследием таких художников, как Ф. А. Бронников, С. В. Бакалович, В. С. Смирнов, братья П. А. и А. А. Сведомские, в особое направление академического классицизма — неогреческий стиль. Однако Семирадский выделяется тематическим и жанровым разнообразием, так, у него есть камерный цикл, посвящённый итальянским монастырям. Поздние античные идиллии 1890-х годов свидетельствуют, что Семирадский пытался отчасти адаптировать достижения французского импрессионизма, что заметно в картине «Загадка» (1896, частное собрание). Органичного синтеза не получилось — пейзаж второго плана с набрызгами красных точек-цветов, близкий к решениям Клода Моне и Ренуара, воспринимается как незавершённость.
Для Семирадского некоторые жанры были, скорее, вспомогательными и даже исполняли функции «творческой лаборатории». Таковы его портреты, которые позволяли отрабатывать новые приёмы, а также служили источником для фундаментальных произведений. Например, «Портрет молодой римлянки» 1889 года был использован в композиции «Фрины» — модель помещена в тени в центральной части картины. Для портретов Семирадский любил выбирать фон с цветочным рисунком. Круг моделей не исчерпывался «гречанками» и «римлянками» — художник создал в 1880-е — 1890-е годы ряд портретов современников, в том числе своих родителей и сыновей. Они отмечены психологизмом, вниманием к характеру, возрасту, внутреннему миру изображаемых.

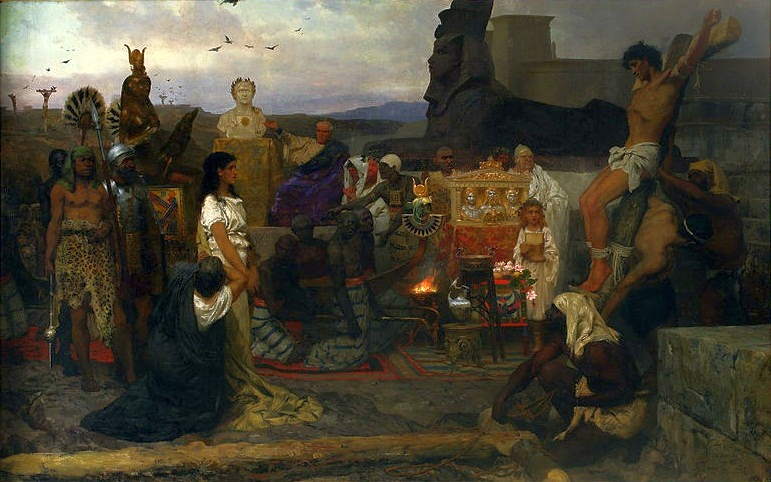
Мученичество св. Тимофея и его жены Мавры. Варшава, Национальный музей

Жанр драмы тем не менее был недоступен Семирадскому. По мнению Т. Карповой, решение противоречия между «прекрасным и ужасным» — это вообще неразрешимая проблема для академического искусства. Характерное для Семирадского внимание к деталям, в частности, исторической бутафории, уравновешенности композиции глушит эмоциональное воздействие картины и нивелирует психологию главных действующих лиц. Написанная в 1885 году картина «Мученичество св. Тимофея и его жены Мавры» на сюжет одной из самых драматических агиографий раннего христианства — во время гонений на христиан супруги оказались распяты друг напротив друга, — оказалась крайне неудачной, «превратилась в бутафорскую театральную сцену».
В 1890-е годы, параллельно со станковыми композициями, Семирадский брался за оформление декоративных панно для интерьеров. Он написал плафон для дворца графов Завишей в Варшаве, а также картину «Апофеоз Коперника» для библиотеки Варшавского университета (утрачена). В начале 1900-х годов он расписал боковые стены эстрады Варшавской филармонии, а также заключил договор на роспись Зала античности Музея изящных искусств в Москве — фриз с изображением руин Рима, но уже не успел его исполнить. В 1894 и 1900 годах художник выполнил роспись куртин — занавесов Краковского и Львовского театров. В этих работах Семирадский обращается к широким обобщениям, в частности, вводя аллегории Света и Тьмы. Куртины вызвали неоднозначную оценку, поскольку в век модерна казались в стилевом отношении архаичными. Занавес театра во Львове вызвал следующую реакцию критика: «…занавес г-на Семирадского — восставший из гроба призрак блаженной памяти академического искусства». Этот занавес сохранился и ныне является достопримечательностью Львова, которую используют очень нечасто.
Последняя крупная композиция Семирадского — «Христианская Дирцея в цирке Нерона», начатая ещё в 1885 году, была завершена в 1897 году и показана на академической выставке в Петербурге и Москве в 1898 году. Критика и зрители приняли её холодно, при жизни художника она так и не была продана. В картине отсутствовали привычные для Семирадского пленэрные эффекты и явления южной природы, неуместной казалась и нагота распятой между рогов быка христианки. Композиция картины как бы распадалась на части и выглядела «вымученной», хотя образ Нерона относили к удачам художника. Критики даже заявили, что картина представляет собой иллюстрацию к роману Г. Сенкевича «Камо грядеши?», что чрезвычайно расстроило Семирадского, он был вынужден давать разъяснения в печати.

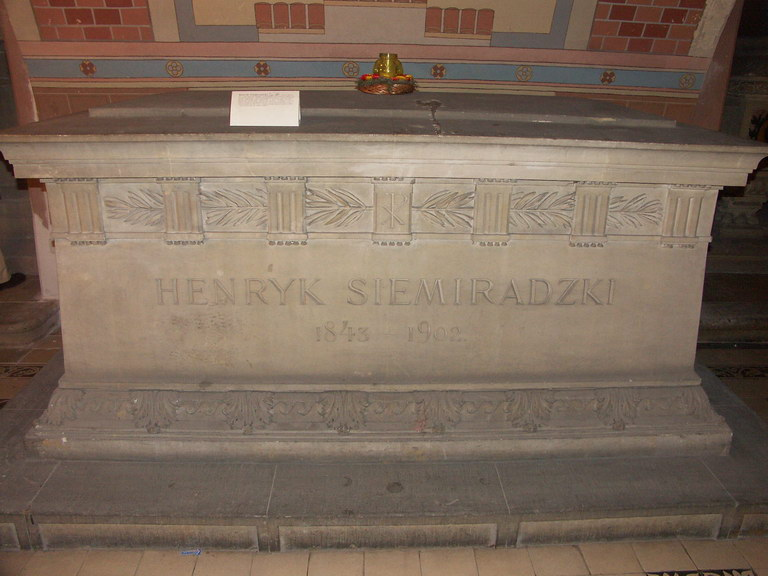
Саркофаг Семирадского в Крипте заслуженных

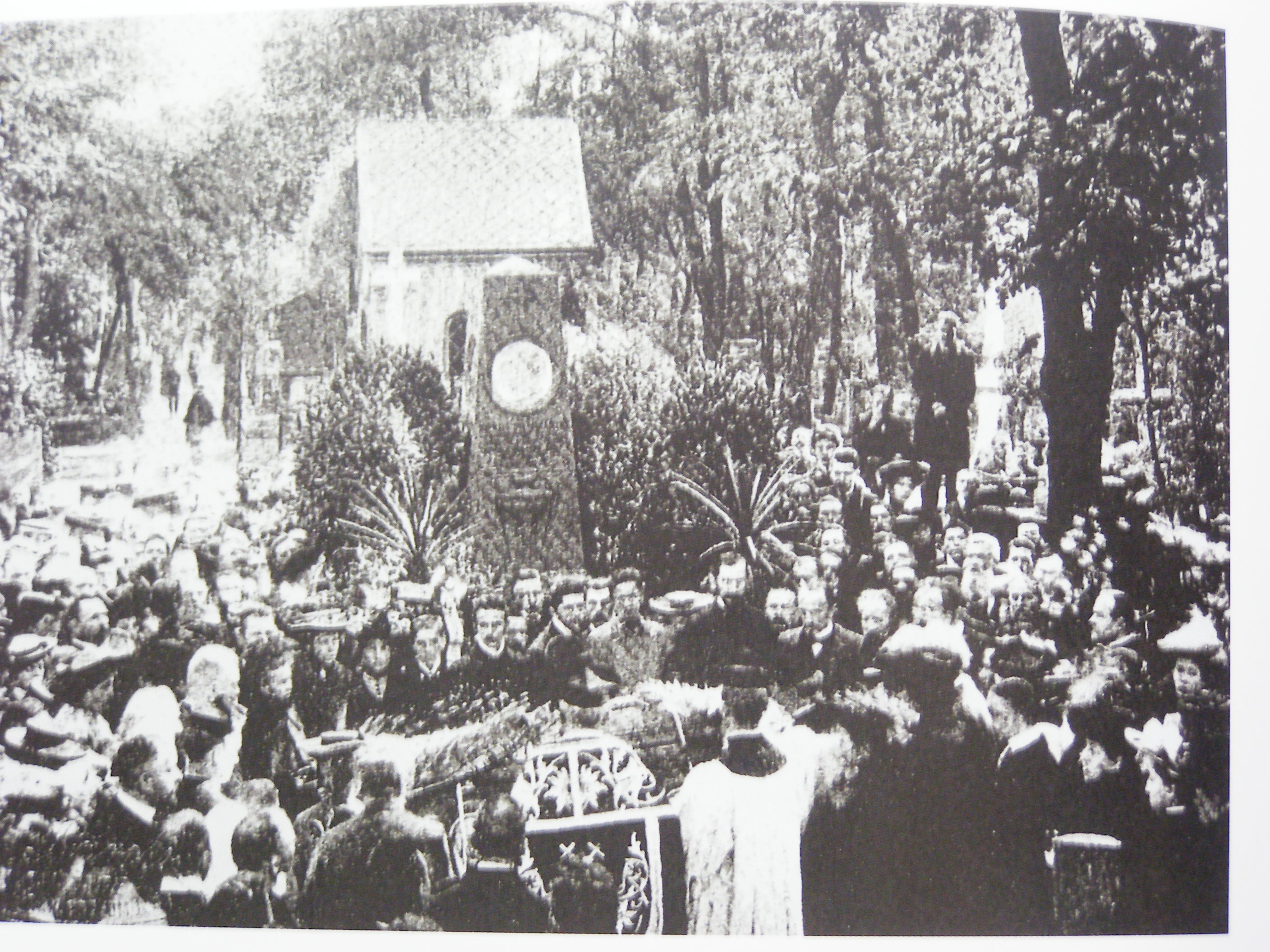
Похороны Семирадского. Фото из Tygodnik illustrowany. No 2, 1902 год. S. 597

С осени 1901 года Семирадский страдал чрезвычайно мучительным недугом — раком языка. Лето 1902 года выдалось в Риме жарким, больного художника было решено перевезти на родину в Польшу. 20 августа 1902 года датировано его завещание, в котором он оставлял супруге имение Стшалково, дом в окрестностях Варшавы и дом в Риме со всем имуществом и произведениями искусства (всё состояние художника оценивалось в 400 тыс. руб.), а каждому из детей — по 60 000 руб.
Скончался в ночь на 10 (23) августа 1902 года в имении Стшалково и был погребён в Варшаве рядом с могилами отца и матери. Однако 26 сентября 1903 года его прах был перенесён в Краков, в Крипту заслуженных в церкви святого Станислава.

## Наследие
Некролог, опубликованный в газете «Петербургский листок», был озаглавлен «Великий классик». Анонимный автор статьи назвал Семирадского «Великим Паном», обыграв как любовь художника к сюжетам из античной истории, так и его польское происхождение. По выражению Т. Л. Карповой, некрологи Семирадского были единодушны в том, что «умер последний классик русского искусства». В частности, она пишет:

В русском искусстве, совсем не богатом на блестящих салонных живописцев, Семирадский остался своего рода диковинным «раритетом», виртуозом-фокусником, высокой пробы ремесленником, произведения которого до сих пор сохранили способность увлекать и восхищать

В начале XX века в среде художников модерна имя Семирадского пользовалось значительно бо́льшим уважением, чем в кругу передвижников. М. А. Врубель в русском искусстве признавал только Александра Ива́нова, Архипа Куинджи и Семирадского. Лев Бакст, читая собратьям по «Миру искусства» лекции, темой для первых из них выбрал именно творчество Семирадского. Для мирискусников Семирадский с его панэстетизмом и вниманием к форме воплощал призыв к восприятию эстетики формы и одновременно вниманию к формальным свойствам искусства.

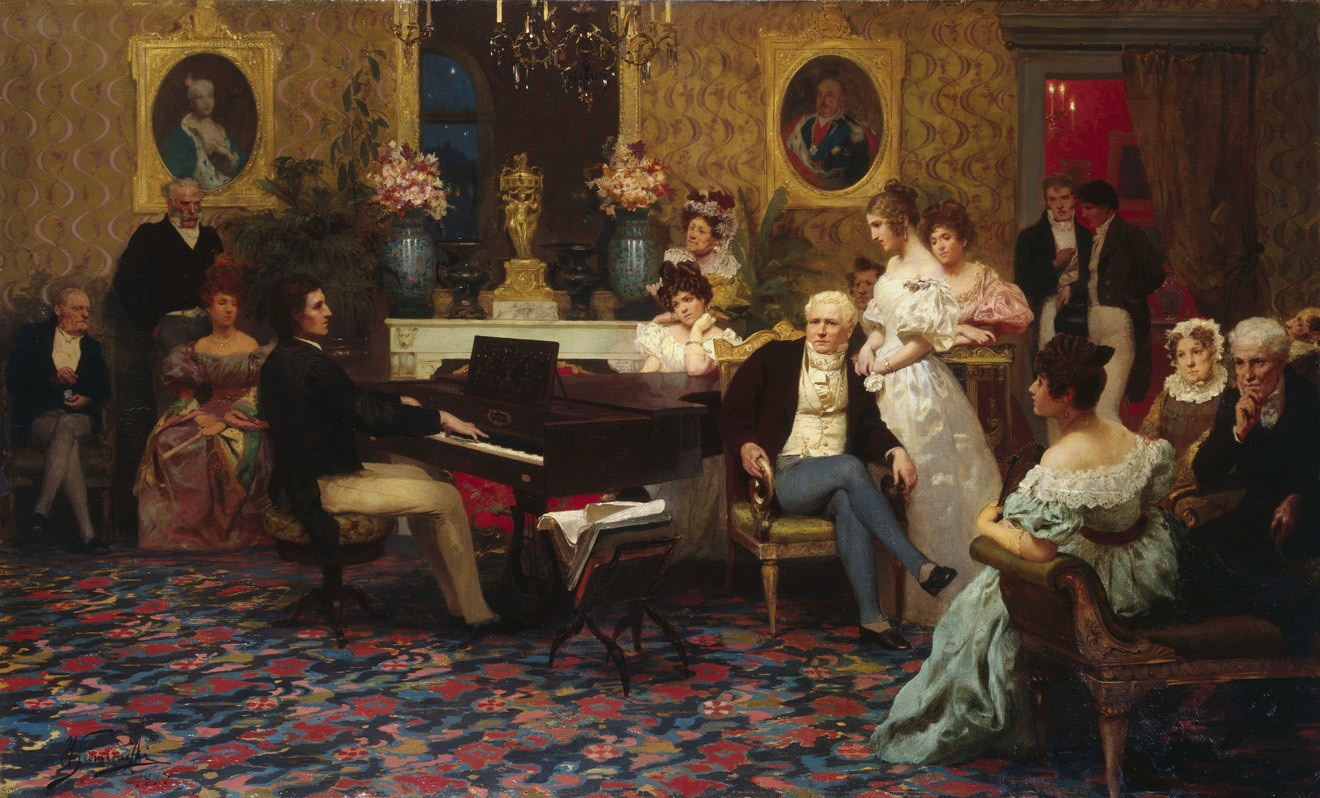
Шопен, играющий на фортепиано в салоне князя Радзивилла. Частное собрание

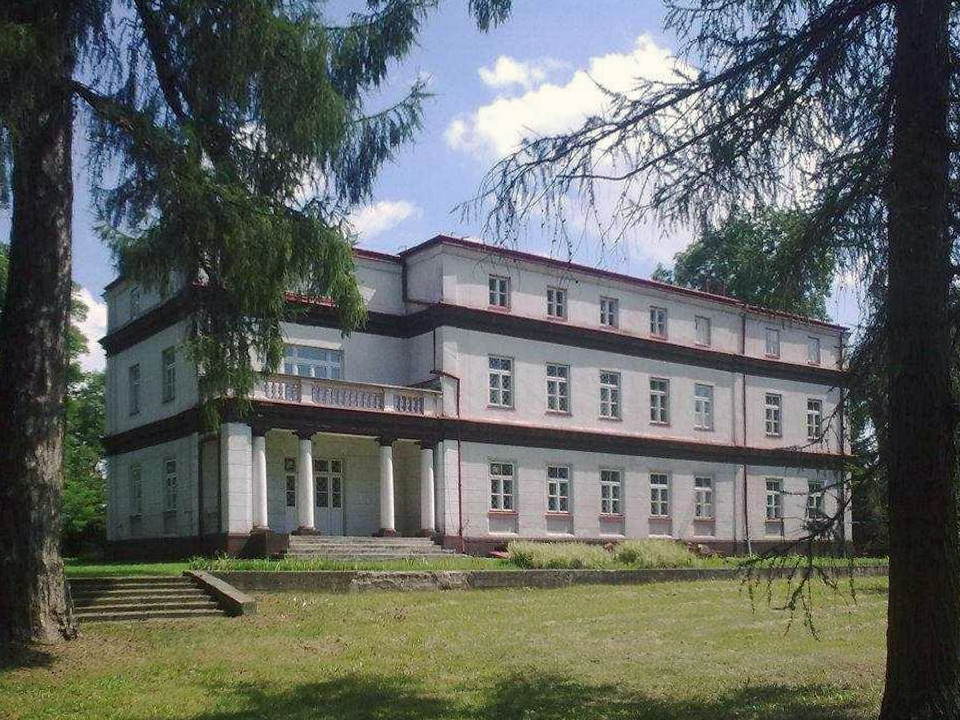
Дом в поместье Семирадского Стшалково. Фото 2012 года

Александр Бенуа в монографии «Русская школа живописи» (1904) писал, что в некотором отношении Семирадский «мог бы сойти за новатора». Однако, в общем, негативное отношение к художнику восторжествовало. Отчасти это происходило из-за космополитичности художника и его пренебрежения проблемами современности: в эпоху, озабоченную национальной идеей, он воспринимался чужаком как в русской национальной школе, так и польской. Так, П. М. Третьяков принципиально не покупал полотен Семирадского, отказывая ему в праве именоваться русским художником. При всём восторженном внимании ряда современников Семирадский был чужд именно польской национальной среде, и даже его работы в Кракове и Львове за минимальные гонорары не изменили к нему отношения. Единственной живописной работой Семирадского на польскую тему является картина «Шопен у князя Радзивилла» (1887). Встречаются, впрочем, и мнения, что творчество Семирадского укоренено в польском национально-освободительном движении:

Это в России «Гонители христиан у входа в катакомбы» и «Факелы Нерона» воспринимались как нечто красиво-античное в духе Лоуренса Альма-Тадемы. Тогда как польские патриоты прекрасно понимали, сколь близок Генрик Семирадский Генрику Сенкевичу с его «Камо грядеши», и отождествляли себя с христианскими мучениками времен нероновской империи, и верили, что всевластие Российской империи не вечно.

В период расцвета авангарда Семирадский был забыт. Музеи перестали покупать оставшиеся от него произведения, множество вещей были утрачены или рассеяны по частным собраниям Германии, Польши, Беларуси, Украины и России. Авангардистов Семирадский раздражал уже не космополитизмом, а непроявленностью авторского «Я» и бесстрастностью. Долгие годы единственной работой о нём оставалась монография его друга — скульптора С. Левандовского, опубликованная на польском языке в Варшаве в 1904 году. Отношение к Семирадскому, и к академическому и салонному искусству вообще, стало меняться только в последней четверти XX века. В 2002 году на Украине в честь 100-летия кончины художника прошли научные конференции, посвящённые его творчеству, тогда же на месте его рождения — в Печенегах — был открыт памятник, изваянный С. Гурбановым. В октябре 2004 года в Третьяковской галерее открылась выставка «Пленники красоты. Русское академическое и салонное искусство 1830—1910-х годов», где были представлены «Фрина» и некоторые другие работы Семирадского. В 2004 году была опубликована монография Е. В. Нестеровой о салонном и академическом искусстве, четыре работы, посвящённые непосредственно Семирадскому, вышли в 1997—2006 годах. В 2008 году увидел свет альбом-каталог Т. Л. Карповой — куратора выставки «Пленники красоты». С 20 декабря 2017 по 2 апреля 2018 года в корпусе Бенуа Государственного Русского музея проходила энциклопедическая выставка «Генрих Семирадский и колония русских художников в Риме», приуроченная к 175-летию со дня рождения академиста.
После возрождения интереса к салонно-академическому искусству, работы Семирадского ценятся на антикварном рынке. В 2011 году авторская копия картины «Танец среди мечей» была продана на аукционе Sotheby's в Нью-Йорке за 2 миллиона 098 тысяч долларов (при начальной оценке в 600—800 тысяч долларов) — это рекордная аукционная цена для картин Семирадского.
В октябре 2015 года в Харьковском университете на здании библиотеки была торжественно открыта мемориальная доска Г. Семирадского. Памятный знак был изваян скульптором Александром Ридным. Также сообщалось, что в честь Семирадского в здании университета была открыта картинная галерея.

## Произведения
- Список картин Генриха Семирадского